# Monumenti di Palermo
Palermo è una città che presenta una straordinaria quantità di opere e monumenti importanti dal punto di vista storico-artistico, che evidenziano in modo chiaro i vari momenti vissuti nella storia della città.
Qui segue una lista dei principali siti di interesse e monumenti di Palermo.

## Castelli e fortezze

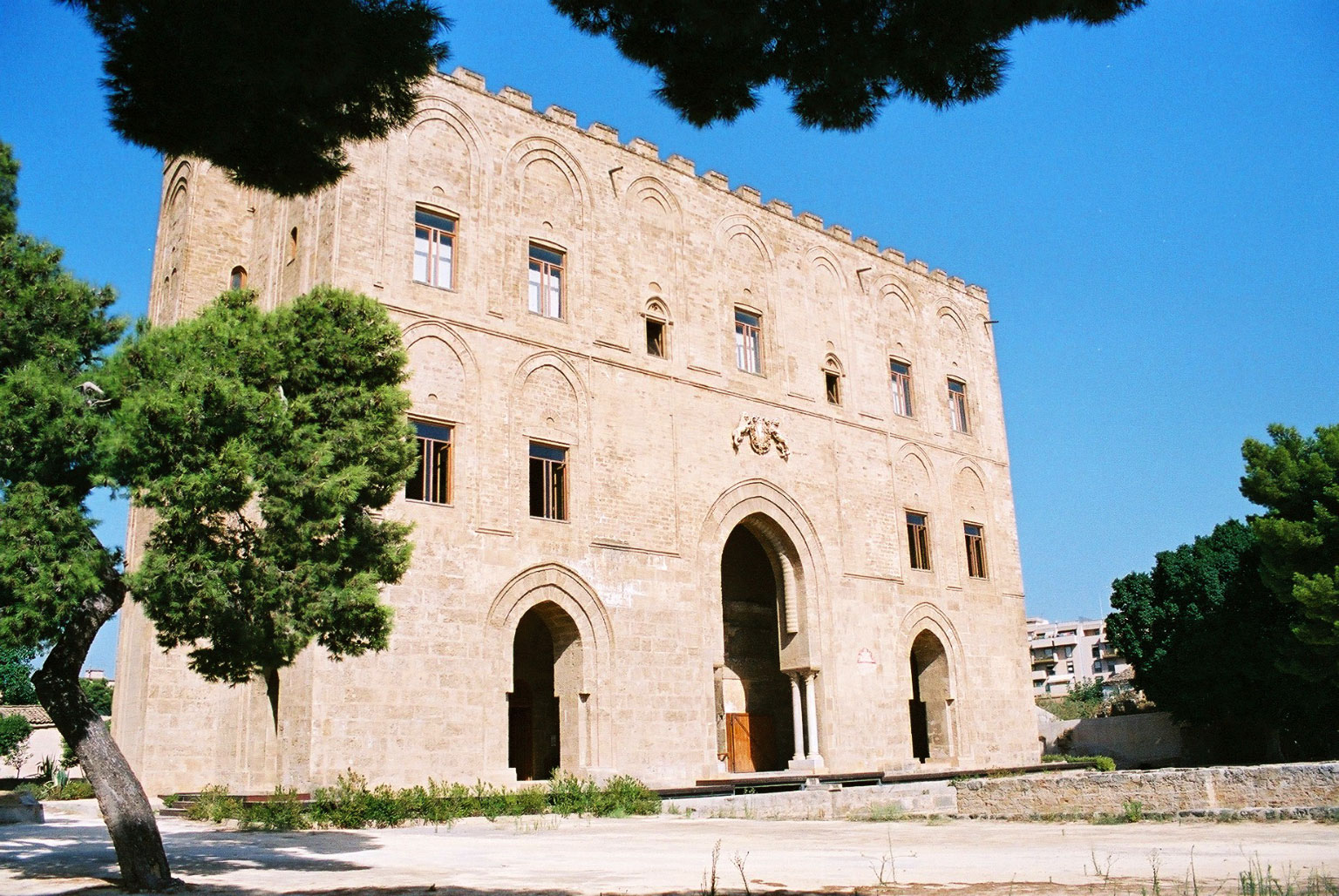
La Zisa

- Castello a Mare (XI-XII secolo, resti)
- Castello di Maredolce (XI-XII secolo)
- Castello dell'Uscibene
- Castello Utveggio (1930)
- Castello della Cuba (1180)
- Cuba soprana (resti)
- La Zisa (1165)

## Architetture religiose
- Basilica La Magione (1191)
- Cattedrale di Palermo (1184)
- Cappella Palatina (1143)
- Chiesa dell'Angelo Custode (1701)
- Chiesa anglicana (1872)
- Chiesa dell'Assunta (1625)

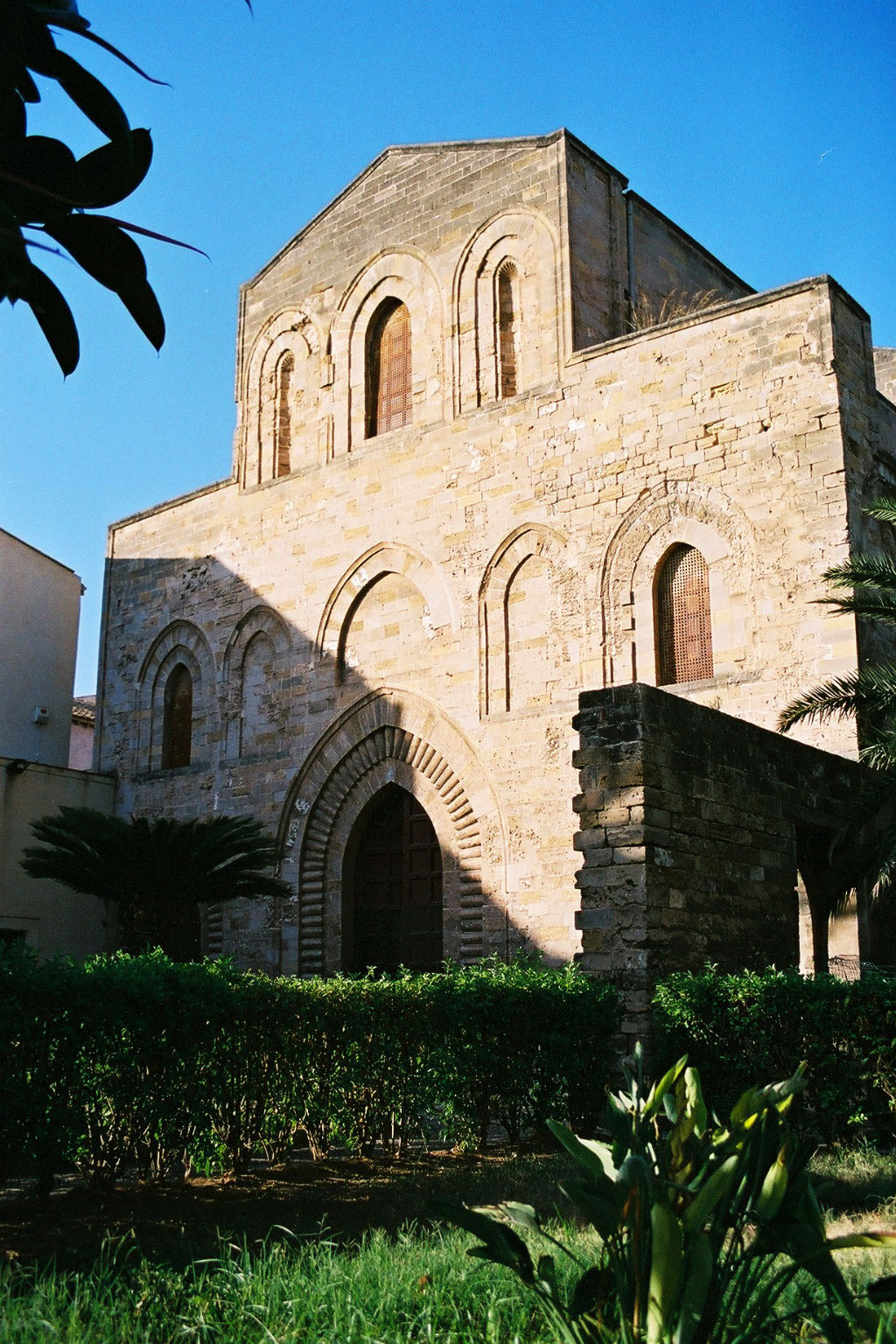
Basilica La Magione

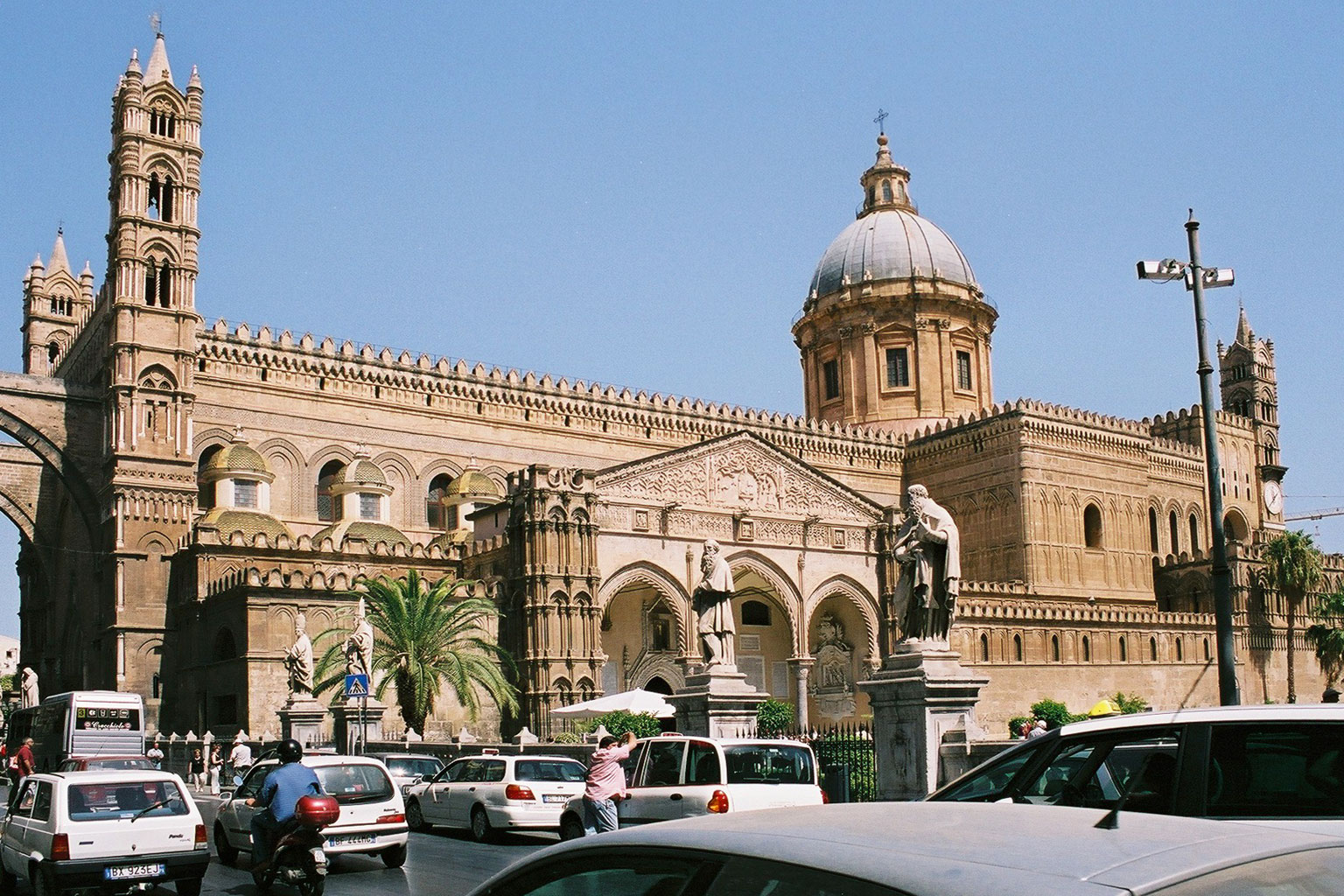
Cattedrale

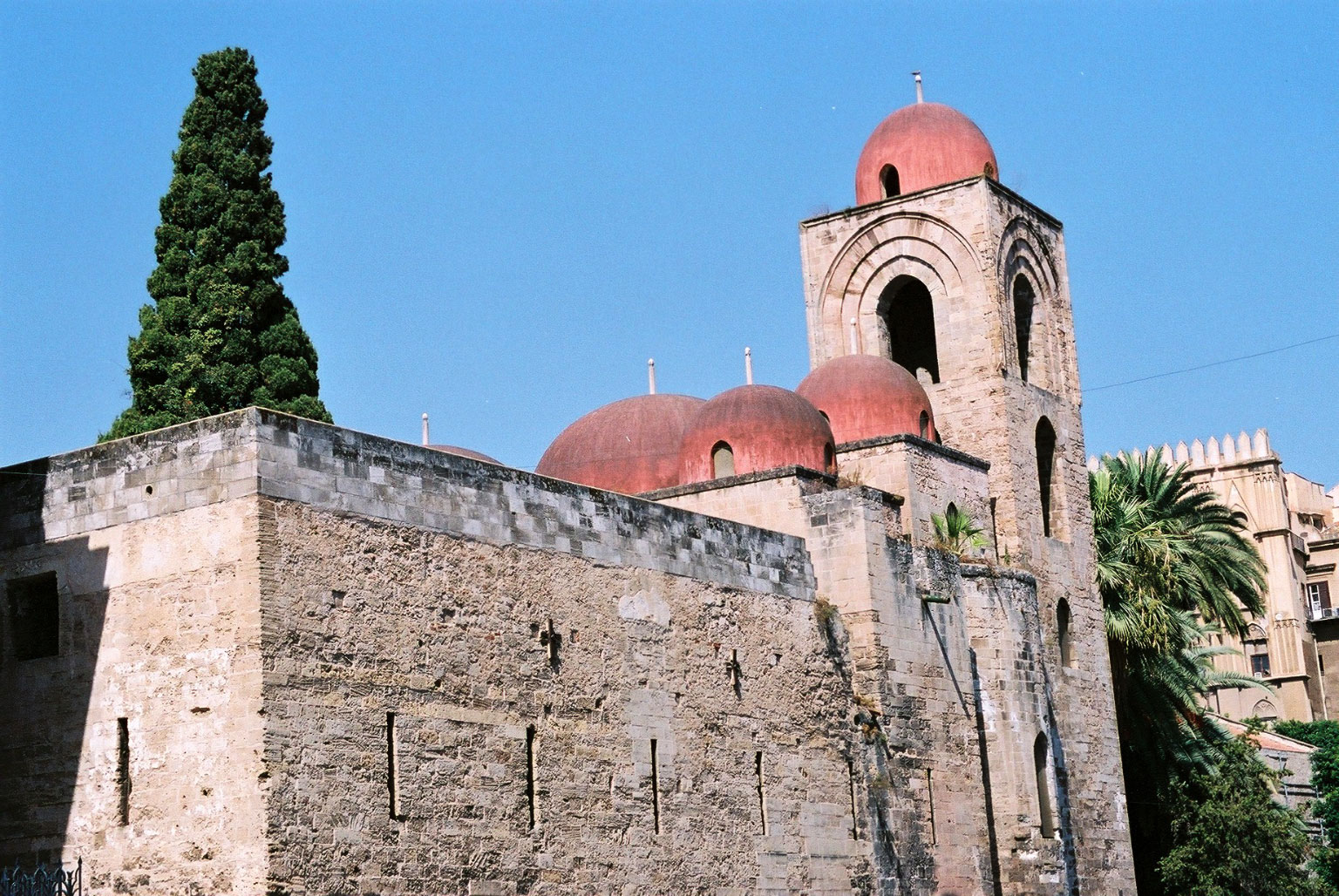
Chiesa di San Giovanni degli Eremiti

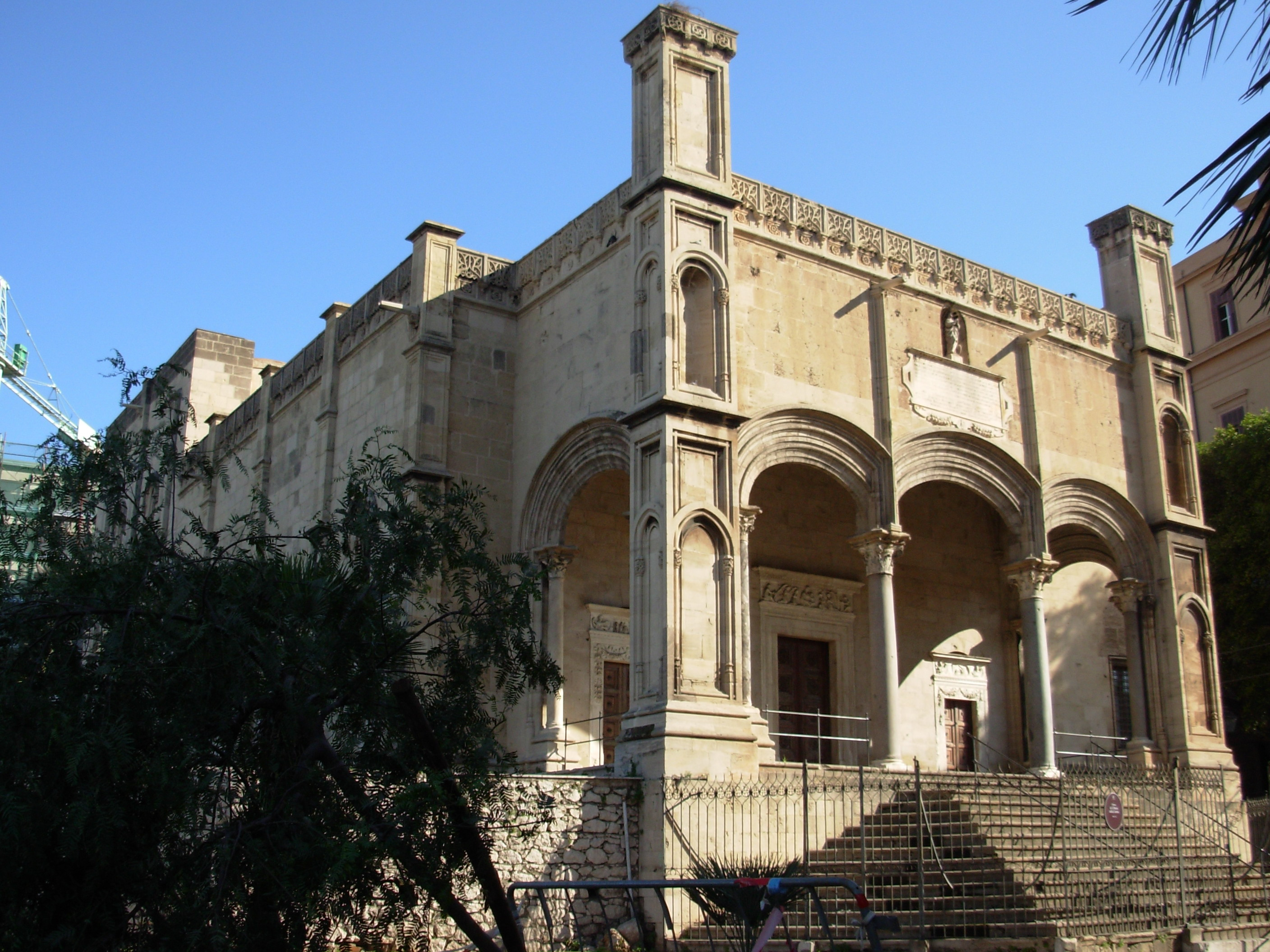
Chiesa di Santa Maria della Catena

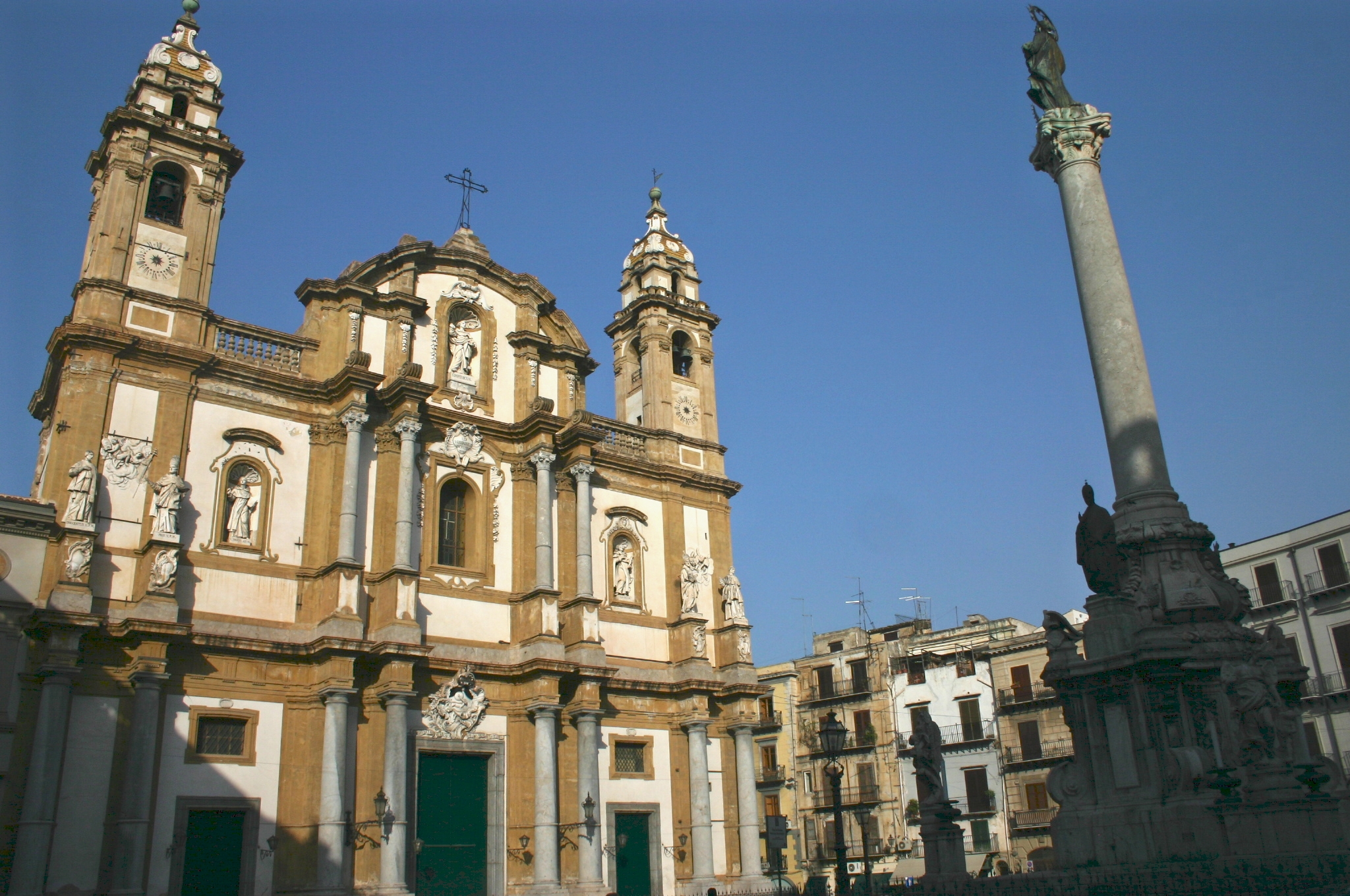
Chiesa di San Domenico

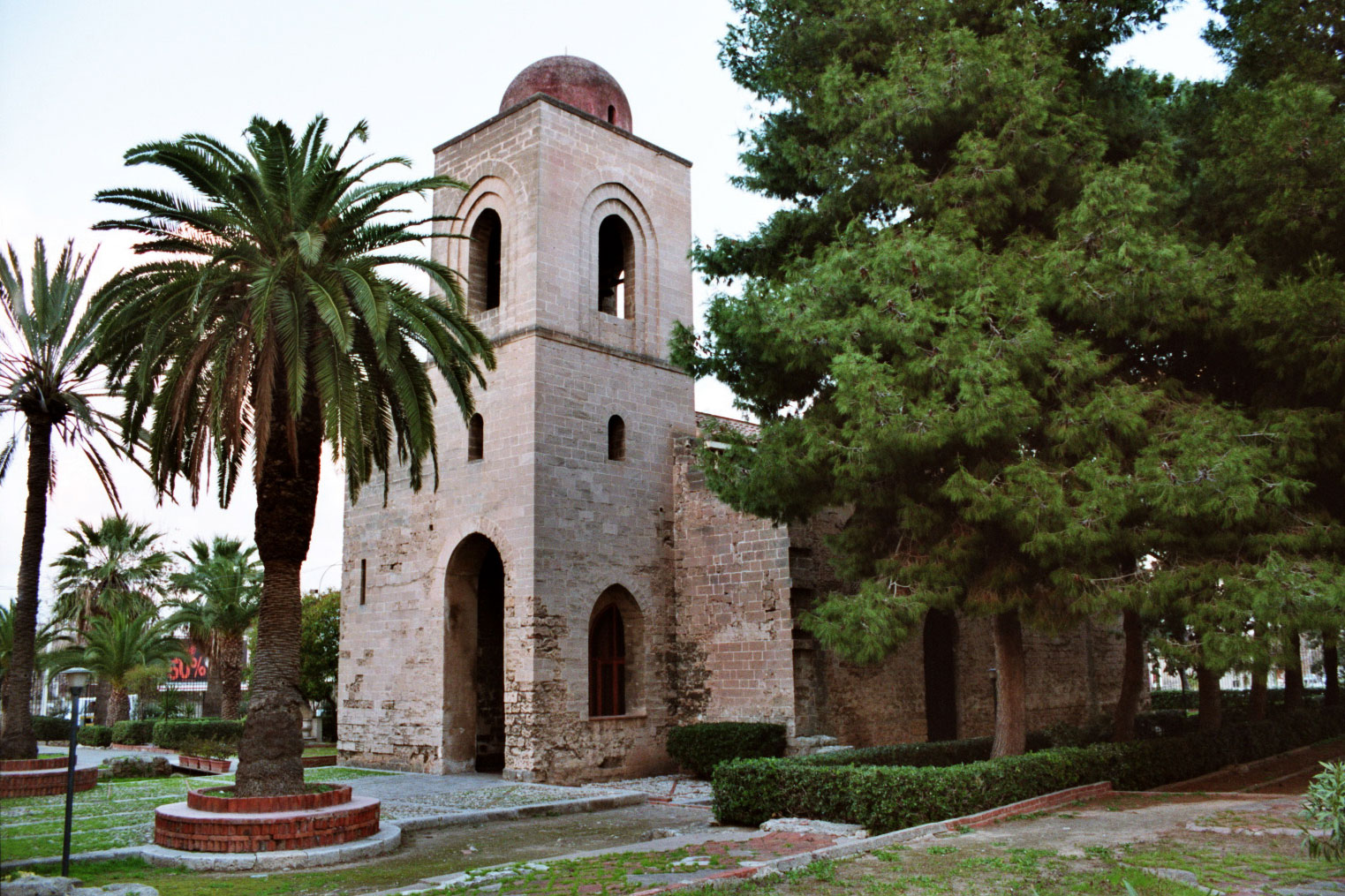
Chiesa di San Giovanni dei Lebbrosi

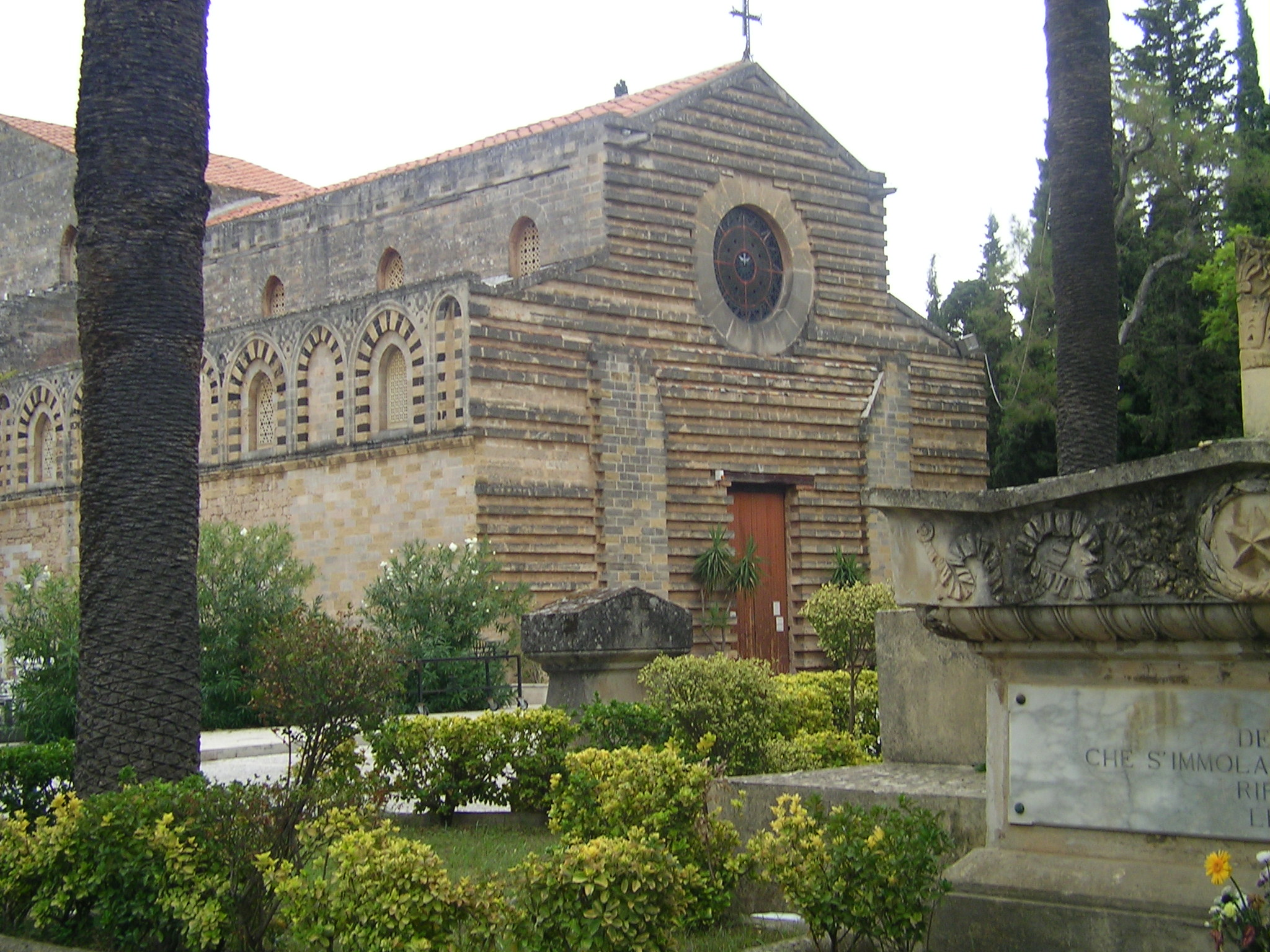
Chiesa del Santo Spirito

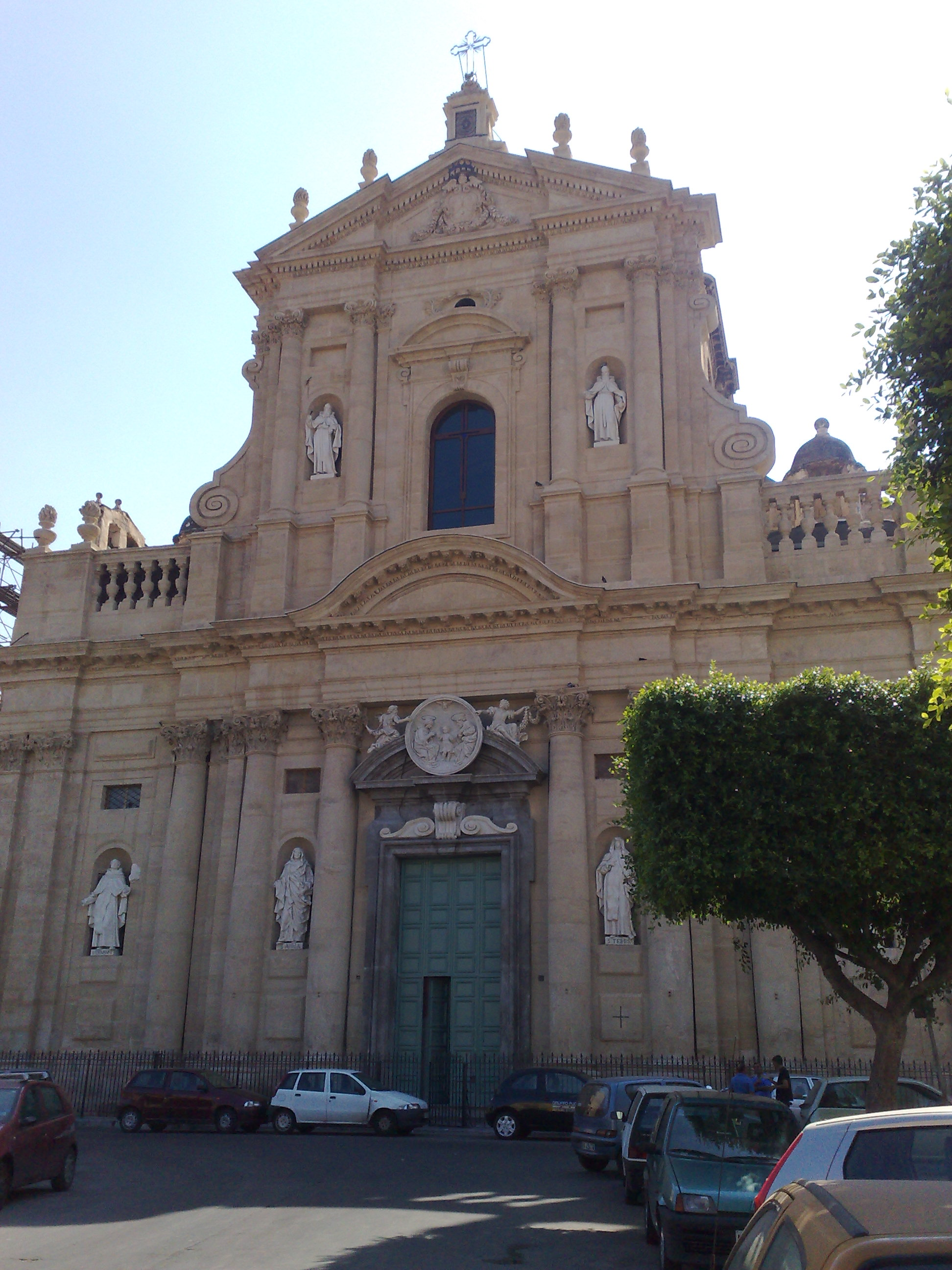
Chiesa di Santa Teresa alla Kalsa

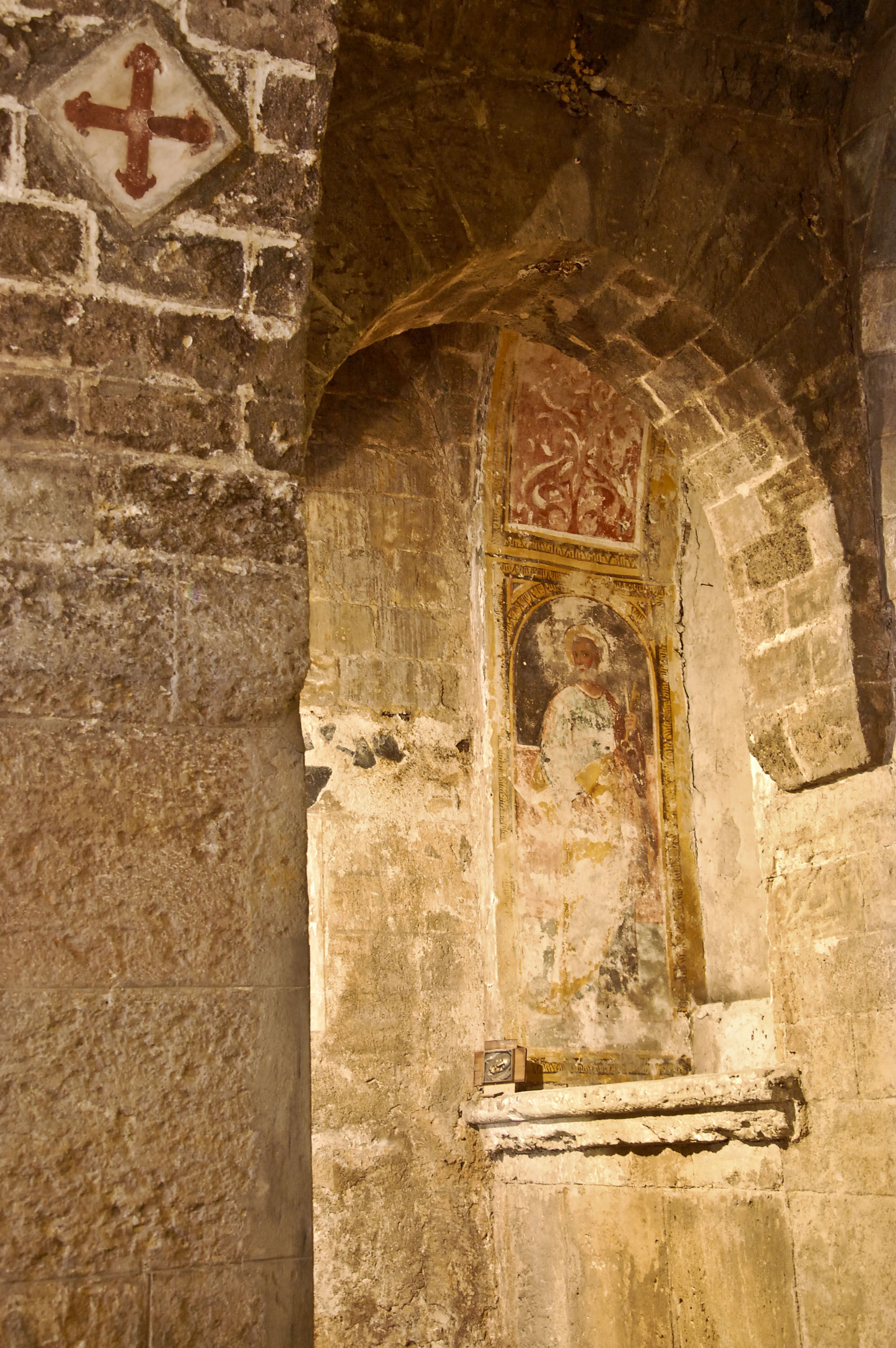
Chiesa di Santa Cristina la Vetere

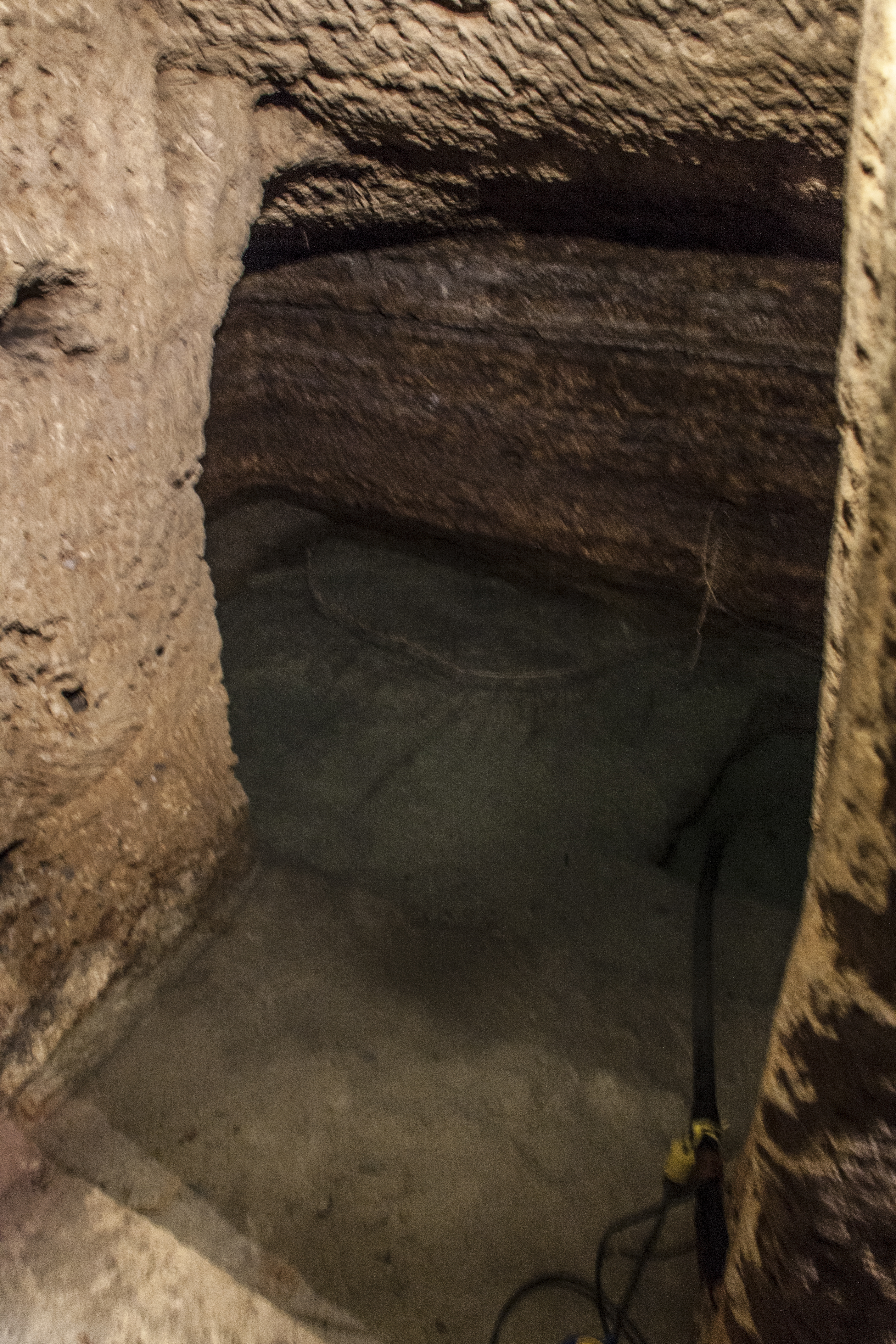
Il mikveh di Palermo presso Palazzo Marchesi

- Chiesa di San Giovanni Battista (1371)
- Chiesa del Carmine Maggiore (1627)
- Chiesa del Collegio di Maria al Capo (1815)
- Chiesa della Congregazione di S. Alberto (1650)
- Chiesa dell'Ecce Homo all'Uditore (1734)
- Chiesa Evangelica Valdese
- Chiesa del Gesù (1591)
- Chiesa dell'Immacolata Concezione al Capo (1576)
- Chiesa dell'Immacolata Concezione allo Scavuzzo (1627)
- Chiesa della Madonna dei Rimedi (1611)
- Chiesa della Madonna delle Grazie a Villagrazia (1767)
- Chiesa della Madonna del Lume ai Cassàri (1846)
- Chiesa della Madonna del Soccorso (1603)
- Chiesa del Santo Spirito (1173)
- Chiesa dello Spirito Santo (1935)
- Chiesa di Maria SS. Ausiliatrice (1774)
- Chiesa di Maria SS. d'Egitto (1680)
- Chiesa di Maria SS. delle Grazie detta del Sabato (1726)
- Chiesa di Maria SS. della Lettera (1698)
- Chiesa di Maria SS. del Paradiso dei Mugnai
- Chiesa di Maria SS. della Presentazione
- Chiesa della Sacra Famiglia (1715)
- Chiesa di Sant'Agata alla Guilla (1282)
- Chiesa di Sant'Agata la Pedata (1324)
- Chiesa di S. Agostino (1275)
- Chiesa di Sant'Alessandro dei Carbonai (1725)
- Chiesa di Sant'Andrea degli Amalfitani (1579)
- Chiesa di S. Aniano (1716)
- Chiesa delle SS. Anime dei Corpi Decollati (1799)
- Chiesa di S. Anna la Misericordia (1606)
- Chiesa di S. Anna dei Pioppi (1601)
- Chiesa di S. Anna alla rua Formaggi (1589)
- Chiesa della SS. Annunziata a Porta d'Ossuna (1655)
- Chiesa della SS.Annunziata alla Zisa (1582
- Chiesa di Sant'Antonio Abate (1534)
- Chiesa di Sant'Antonio di Padova (1630)
- Cappella della Soledad (1590)
- Chiesa di San Carlo dei Milanesi
- Chiesa di S. Cataldo (1154)
- Chiesa di San Ciro (1656)
- Chiesa dei Santi Cosma e Damiano (1577)
- Chiesa dei Santi Crispino e Crispiniano
- Chiesa di San Cristoforo (1743)
- Chiesa di S. Domenico (1640)
- Chiesa dei Santi Euno e Giuliano (1651)
- Chiesa di S. Francesco d'Assisi (1255)
- Chiesa di S. Francesco di Paola (1518)
- Chiesa di S. Francesco Saverio (1684-1711)
- Chiesa di San Giacomo dei Militari
- Chiesa di San Gioacchino (1736)
- Chiesa di S. Giorgio dei Genovesi (1576)
- Chiesa di San Giovanni Decollato (XVI secolo)
- Chiesa di San Giovanni alla Guilla (1669)
- Chiesa di San Giovanni degli Eremiti (XII secolo)
- Chiesa di San Giovanni dell'Origlione
- Chiesa di San Giovanni dei Lebbrosi (1071)
- Chiesa di San Giovanni dei Napoletani (XV secolo)
- Chiesa di San Giorgio in Kemonia (1765)
- Chiesa di San Giuseppe dei Teatini (1612)
- Chiesa di San Gregorio (XVIII secolo)
- Chiesa di San Marco
- Chiesa di San Matteo (1633)
- Chiesa di San Mattia (1627)
- Chiesa di San Michele Arcangelo
- Chiesa di San Nicolò all'Albergheria (XIII secolo)
- Chiesa di San Nicolò al Borgo (1628)
- Chiesa di San Nicola da Tolentino
- Chiesa di San Pietro
- Chiesa di San Vito
- Chiesa di Sant'Agata la Pedata
- Chiesa di Santa Caterina (1580)
- Chiesa di Santa Cita (XIV secolo)
- Chiesa di Santa Cristina la Vetere (1174)
- Chiesa di Santa Chiara (1586-1603)
- Chiesa di Sant'Elena e Costantino
- Chiesa di Sant'Eulalia dei Catalani (XV secolo)
- Chiesa di Sant'Ignazio all'Olivella (1598-1622)
- Chiesa di Sant'Ippolito
- Chiesa di Sant'Isidoro all'Albergheria
- Chiesa di Sant'Onofrio
- Chiesa di Sant'Orsola
- Chiesa di Santa Maria degli Agonizzanti (1630-1784)
- Chiesa di Santa Maria dell'Itria
- Chiesa di Santa Maria dell'Itria alla Kalsa (1596)
- Chiesa di Santa Maria della Catena (1520)
- Chiesa di Santa Maria dell'Ammiraglio (Chiesa della Martorana) (1143)
- Chiesa di Santa Maria dei Miracoli (1547)
- Chiesa di Santa Maria della Mercede (1482)
- Chiesa di Santa Maria della Pace (1623)
- Chiesa di Santa Maria della Pietà
- Chiesa di Santa Maria della Purificazione (1773-1799)
- Chiesa di Santa Maria dello Spasimo (1506)
- Chiesa di Santa Maria del Piliere (1541)
- Chiesa di Santa Maria La Nova (1339)
- Chiesa di Santa Maria di Gesù
- Chiesa di Santa Maria di Monte Oliveto (1620-1623)
- Chiesa di Santa Maria di Montevergini (1697-1704)
- Chiesa di Santa Maria Maddalena (1187)
- Chiesa di Santa Maria di Monserrato
- Chiesa di Santa Maria di Portosalvo (1526-1531)
- Chiesa di Santa Maria di Valverde (XVI secolo)
- Chiesa di Santa Ninfa dei Crociferi
- Chiesa dei Santi Pietro e Paolo (1550)
- Chiesa di Santa Rosalia
- Chiesa di Santa Sofia dei Tavernieri (1589)
- Chiesa di San Sebastiano (XV secolo)
- Chiesa di San Stanislao Kostka (XVII secolo)
- Chiesa di Santa Teresa alla Kalsa (XVI secolo)
- Chiesa dei Santissimi Quaranta Martiri Pisani (1605)
- Chiesa dei Santi Quattro Coronati (1690)
- Chiesa del Santissimo Salvatore (1682-1704)
- Chiesa dei Tre Re (1580)
- Convento dei Cappuccini (XVI secolo)
- Convento di San Giovanni Battista (1388)
- Oratorio dei Diecimila Martiri (XVII secolo)
- Oratorio Ecce Homo
- Oratorio dell'Annunziata del Giglio (1615)
- Oratorio dell'Immacolatella
- Oratorio della Carità di San Pietro
- Oratorio del Carminello
- Oratorio del Crocifisso di Lucca (1598)
- Oratorio della Compagnia dei Bianchi
- Oratorio di San Giuseppe dei Falegnami
- Oratorio dei Santi Pietro e Paolo
- Oratorio del Rosario di San Domenico (1578)
- Oratorio del Rosario di Santa Cita (XVII secolo)
- Oratorio delle Dame
- Oratorio di San Filippo Neri (Palermo)
- Oratorio di San Lorenzo (XVI secolo)
- Oratorio di San Marco
- Oratorio di San Mercurio
- Oratorio di Santa Caterina d'Alessandria (XV secolo)
- Oratorio di Santo Stefano protomartire (XVII secolo)

## Cimiteri e Catacombe
- Catacombe dei Cappuccini
- Catacombe di Porta d'Ossuna
- Cimitero dei Cappuccini
- Cimitero di Sant'Orsola
- Cimitero di Santa Maria di Gesù
- Cimitero di Santa Maria dei Rotoli
- Cimitero inglese all'Acquasanta

## Fontane
- Fontana del Cavallo marino (1864)
- Fontana dei due Draghi (1630)
- Fontana d'Ercole (XIX secolo)
- Fontana del Garraffello (1591)
- Fontana del Garraffo (1698)

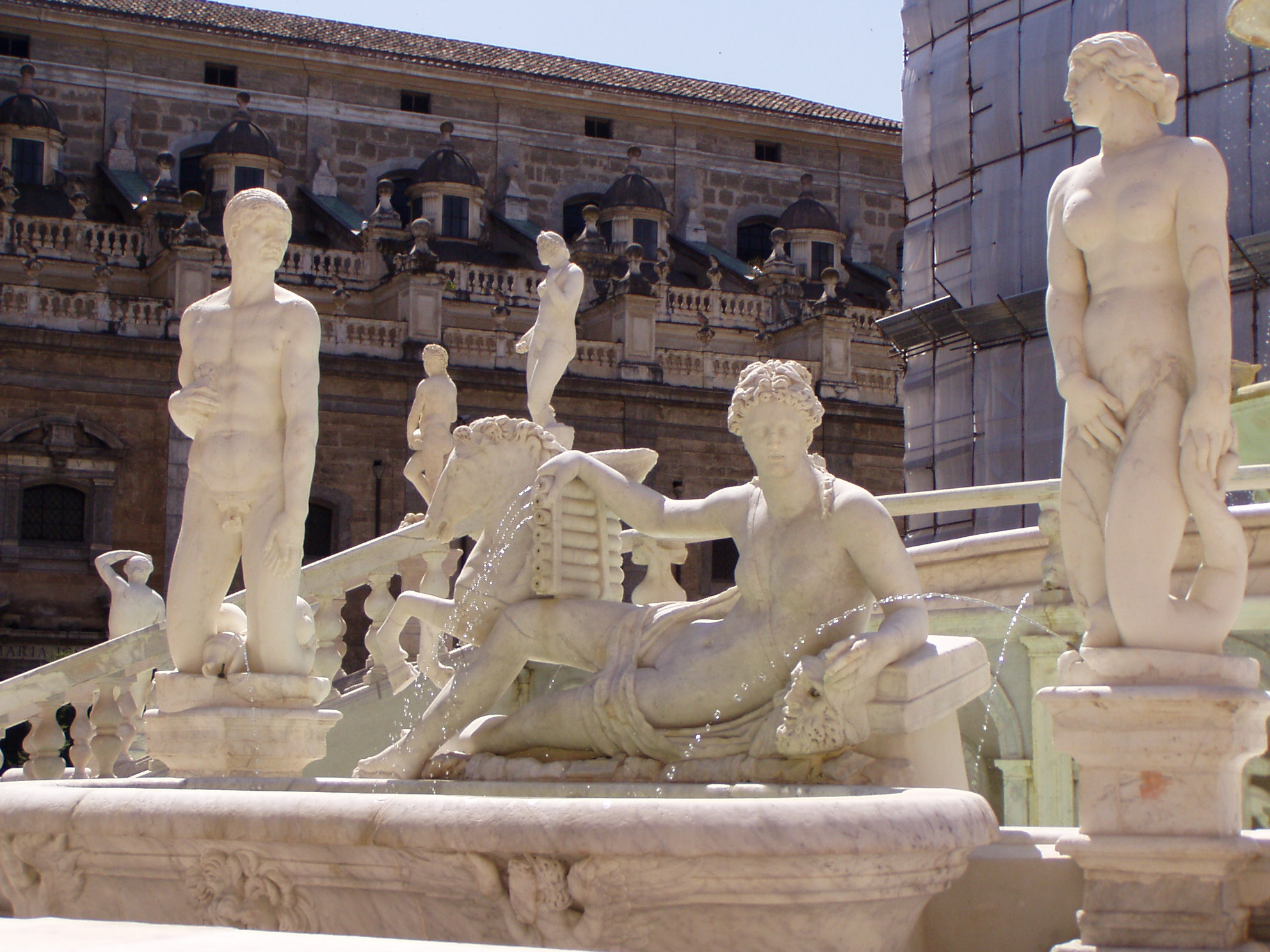
Fontana Pretoria

- Fontana del Genio di Piazza Rivoluzione (1684)
- Fontana del Genio a villa Giulia (1778)
- Fontana del Pescatore (1768)
- Fontana della Doganella
- Fontana della Ninfa
- Fontana Pretoria (1554)
- Fontane di piazza San Francesco (1722)
- Fontana di Palazzo Abatellis
- Fontana di Palazzo Castrone-Santa Ninfa
- Fontana di Palazzo Drago Ajroldi di Santacolomba
- Fontana di Palazzo Mirto
- Fontana di Villa Castelnuovo
- Fontana di Villa Trabia
- Fontana del chiostro di  Santa Caterina
- Fontana del Giardino Inglese
- Due fontane del Complesso di Sant'Ignazio all'Olivella
- Fontana del Convento di Sant'Agostino

## Musei
- Museo archeologico regionale Antonino Salinas
- Galleria d'arte moderna Sant'Anna
- Galleria Regionale della Sicilia
- Museo d'arte e archeologia Ignazio Mormino
- Museo d'Arte Moderna e Contemporanea di Palazzo Belmonte Riso
- Museo etnografico siciliano Giuseppe Pitrè
- Museo di paleontologia e geologia Gaetano Giorgio Gemmellaro
- Museo internazionale delle marionette Antonio Pasqualino
- Palazzo Mirto
- Orto botanico
- Museo di zoologia Pietro Doderlein
- Museo della Radiologia
- Museo del Risorgimento
- Museo d'arte islamica
- Tesoro della Cattedrale
- Tesoro della Cappella Palatina
- Museo Diocesano
- Palazzo Ziino
- Museo del Gioiello Siciliano e delle Arti Minori
- Arsenale di Palermo - Museo del mare
- Museo dell'Osservatorio Astronomico di Palermo Giuseppe S. Vaiana
- Museo del giocattolo Pietro Piraino
- Museo del Costume Raffaele Piraino
- Museo Palazzo Steri
- Museo del Teatro Massimo
- Museo di Mineralogia

## Palazzi
- Caserme Dalla Chiesa-Calatafimi
- Hotel de France
- Grand Hotel et des Palmes
- Nuova Pretura
- Palazzetto Mirto
- Palazzina Albanese
- Palazzina Cinese
- Palazzina Beccadelli-Bologna
- Palazzina Naselli di Gela
- Palazzo Abatellis
- Palazzo Agnello Briuccia
- Palazzo Aiutamicristo
- Palazzo Algaria
- Palazzo Allegra
- Palazzo Alliata di Pietratagliata
- Palazzo Alliata di Villafranca
- Palazzo Amari Bajardi
- Palazzo Amico
- Palazzo Archirafi
- Palazzo Arcivescovile
- Palazzo Arcuri
- Palazzo Arezzo
- Palazzo Artale
- Palazzo Asmundo
- Palazzo Atanasio
- Palazzo Averna
- Palazzo Balestreros
- Palazzo Balsamo
- Palazzo Barile di Savochetta
- Palazzo Barlotta di San Giuseppe
- Palazzo Beccadelli
- Palazzo Bellaroto
- Palazzo Belmonte-Riso
- Palazzo Belvedere
- Palazzo Benenati
- Palazzo Benso
- Palazzo Benso della Verdura
- Palazzo Berrocai
- Palazzo Bologna
- Palazzo Bonagia
- Palazzo Bonocore
- Palazzo Bordonaro
- Palazzo Branciforte
- Palazzo Brolo
- Palazzo Brunaccini
- Palazzo Buon Pastore
- Palazzo Burgio
- Palazzo Burgio di Villafiorita
- Palazzo Butera
- Palazzo Buttino
- Palazzo Caffarelli
- Palazzo Calascibetta
- Palazzo Cammarata
- Palazzo Campofranco
- Palazzo Cannata
- Palazzo Cannitello
- Palazzo Castellana
- Palazzo Castrofilippo
- Palazzo Castrone-Santa Ninfa
- Palazzo Cattolica
- Palazzo Cefalà
- Palazzo Celasia
- Palazzo Celnago
- Palazzo Cesarò-Colonna
- Palazzo Chiaramonte-Steri
- Palazzo Chiaranda
- Palazzo Chiazzese
- Palazzo Cirrincione
- Palazzo Coglitore
- Palazzo Colluzio
- Palazzo Colonna
- Palazzo Comitini

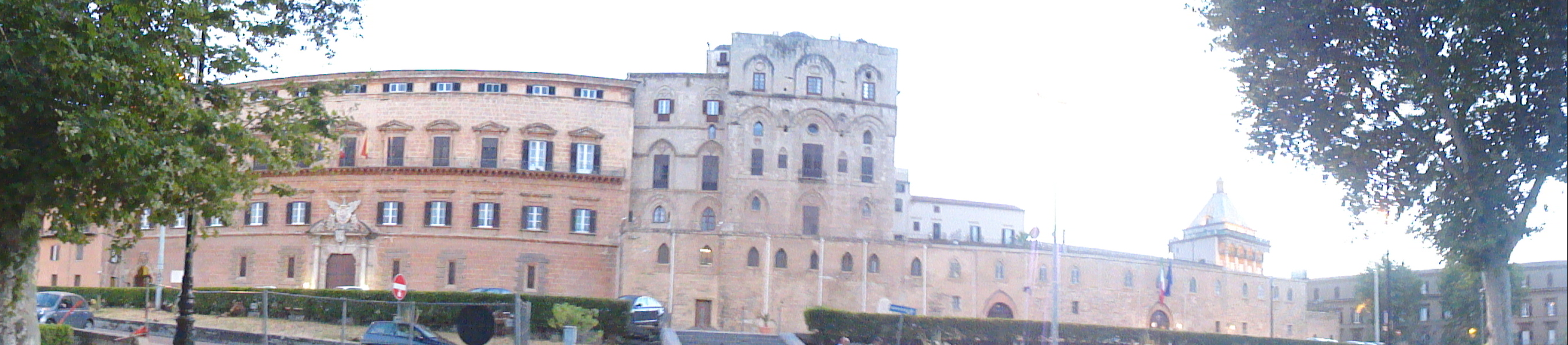
Palazzo dei Normanni o Palazzo Reale

- Palazzo Commenda Schettina dei Cavalieri di Malta
- Palazzo Conte Federico
- Palazzo Corvino di Mezzojuso
- Palazzo Merendino-Costantino
- Palazzo Crivello
- Palazzo Cupane
- Palazzo Cutò
- Palazzo d'Orleans
- Palazzo Dagnino
- Palazzo Damiani
- Palazzo Dato
- Palazzo de Francis
- Palazzo De Francisci
- Palazzo De Gregorio
- Palazzo dei Normanni
- Palazzo Di Chiara
- Palazzo Di Stefano
- Palazzo Di Pietro
- Palazzo Di Pisa
- Palazzo Dominici
- Palazzo Drago Ajroldi di Santacolomba
- Palazzo Failla Zito
- Palazzo Faranda
- Palazzo Fatta
- Palazzo Ferrante
- Palazzo Ferrara
- Palazzo Ferruggia
- Palazzo Filangeri di Cutò
- Palazzo Filangeri di Santa Flavia
- Palazzo Florio
- Palazzo Forcella De Seta
- Palazzo Francavilla
- Palazzo Galati De Spuches
- Palazzo Galega
- Palazzo Galletti di Fiumesalato
- Palazzo Galletti di San Cataldo
- Palazzo Galletti di Santa Marina
- Palazzo Gallidoro
- Palazzo Gambacorta
- Palazzo Garcia
- Palazzo Garemia
- Palazzo Garufi
- Palazzo Genuardi
- Palazzo Giallongo di Fiumetorto
- Palazzo Gravina di Palagonia
- Palazzo Gravina di Ramacca
- Palazzo Gregorio
- Palazzo Grifo
- Palazzo Grima Battifora
- Palazzo Gualbes
- Palazzo Guccia
- Palazzo Gulfotta
- Palazzo Imperatore
- Palazzo Ingraiti
- Palazzo Inguaggiato
- Palazzo Isnello
- Palazzo Jaforte
- Palazzo Jannelli
- Palazzo Judica
- Palazzo Jung
- Palazzo La Grua Talamanca
- Palazzo La Lumia
- Palazzo Lampedusa
- Palazzo Landolina di Torrebruna
- Palazzo Lanza Tomasi
- Palazzo Larderia
- Palazzo La Rosa
- Palazzo Lionti
- Palazzo Lo Faso di San Gabriele
- Palazzo Lo Giudice
- Palazzo Mazzarino
- Palazzo Lombardo della Scala
- Palazzo Lungarini
- Palazzo Magnisi
- Palazzo Maletto
- Palazzo Malavagna
- Palazzo Mancuso
- Palazzo Mango di Casalgerardo
- Palazzo Maniscalco-Basile
- Palazzo Marchese
- Palazzo Marchesi
- Palazzo Maurigi
- Palazzo Majorana di Leonvago
- Palazzo Menfa
- Palazzo Menta
- Palazzo Merlo
- Palazzo Miano
- Palazzo Mirto
- Palazzo Migliaccio
- Palazzo Mokarta
- Palazzo Molinelli di Santa Rosalia
- Palazzo Moncada di Paternò
- Palazzo Monroy di Pandolfina
- Palazzo Montalbano
- Palazzo Montalbo
- Palazzo Montevago
- Palazzo del Monte di Pietà
- Palazzo Morello
- Palazzo Mormino
- Palazzo Mortillaro di Villarena
- Palazzo Muzio di Manganelli
- Palazzo Napoli
- Palazzo Napolitani
- Palazzo Naselli di Aragona
- Palazzo Naselli Flores
- Palazzo Naso
- Palazzo Natale di Monterosato
- Palazzo Natoli
- Palazzo Nuccio
- Palazzo Oara
- Palazzo Oliveri
- Palazzo Oneto di San Lorenzo
- Palazzo Oneto di Sperlinga
- Palazzo Pace
- Palazzo Paladino
- Palazzo Pantaleo
- Palazzo Pantelleria
- Palazzo Papè Garofalo
- Palazzo Papè Valdina
- Palazzo Patricolo
- Palazzo Petrulla
- Palazzo Petyx
- Palazzo Pignecco
- Palazzo Pilo di Marineo
- Palazzo Piraino
- Palazzo Pirrone
- Palazzo Pizzuto-Pilo della Torretta
- Palazzo Plaja di Vatticani
- Palazzo Planeta
- Palazzo Ponte
- Palazzo Ponza
- Palazzo Prestipino
- Palazzo Pretorio (Palazzo delle Aquile)
- Palazzo Principe di Ramacca-
- Palazzo dei Principi di Malvagna
- Palazzo dei Principi di Santa Caterina
- Palazzo dei Principi di San Teodoro
- Palazzo Priulla
- Palazzo Procida
- Palazzo Pucci
- Palazzo Pulvirenti
- Palazzo Ragusa
- Palazzo Ramacca
- Palazzo Ramondetta-Fileti
- Palazzo Rancatore
- Palazzo Reggio di Campofiorito
- Palazzo Reggio della Catena
- Palazzo Reitano
- Palazzo Renda
- Palazzo Requesens-Niscemi
- Palazzo Resuttano
- Palazzo Ribolla
- Palazzo Roccaforte
- Palazzo Roccella
- Palazzo Rosselli
- Palazzo Rostagno
- Palazzo Rudinì
- Palazzo Sacù
- Palazzo Sambuca
- Palazzo Sammartino
- Palazzo Sampieri
- Palazzo San Martino
- Palazzo Sant'Elia
- Palazzo Sant'Isidoro-Del Castillo
- Palazzo Santa Margherita
- Palazzo Sarci
- Palazzo Sartorio-Grassellini
- Palazzo Scavuzzo
- Palazzo Scicli
- Palazzo Sclafani
- Palazzo Scordia Mazzarino
- Palazzo Semeraris
- Palazzo Sitano
- Palazzo Speciale Raffadali
- Palazzo Starrabba di Giardinelli
- Palazzo Tagliavia
- Palazzo Tarallo di Ferla-Cottone di Altamira
- Palazzo Tassarelli
- Palazzo Torremuzza
- Palazzo Trabucco della Torretta
- Palazzo Trucco
- Palazzo Ugo delle Favare
- Palazzo Valguarnera-Gangi
- Palazzo Vanni di San Vincenzo
- Palazzo Vannucci di Balchino
- Palazzo Ventimiglia di Geraci
- Palazzo Vernagallo
- Palazzo Vetrano
- Palazzo Ziino
- Palazzo Zingone Trabia
- Reale albergo delle povere
- Seminario dei Chierici

## Piazze e strade d'interesse storico

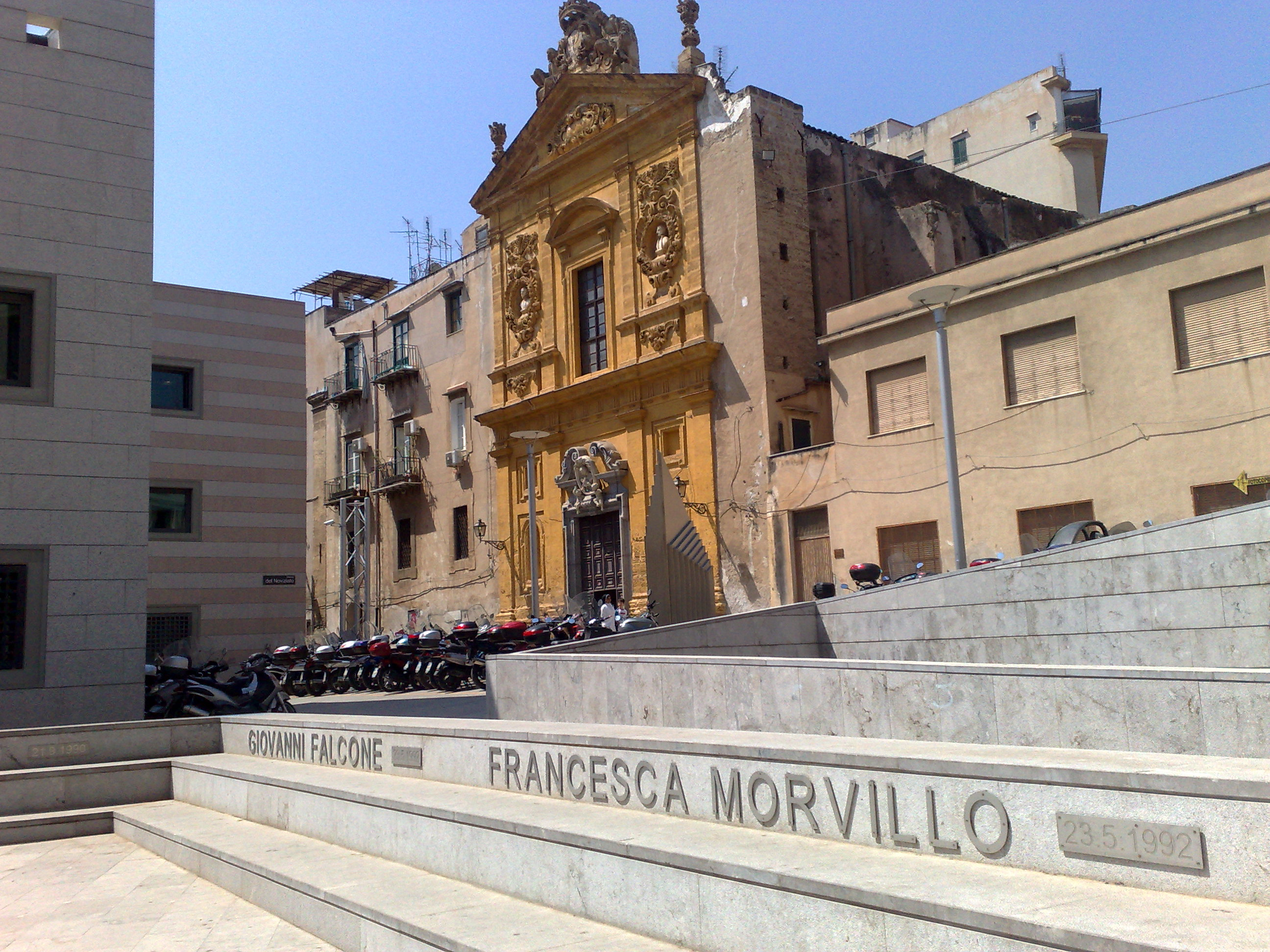
Piazza della memoria

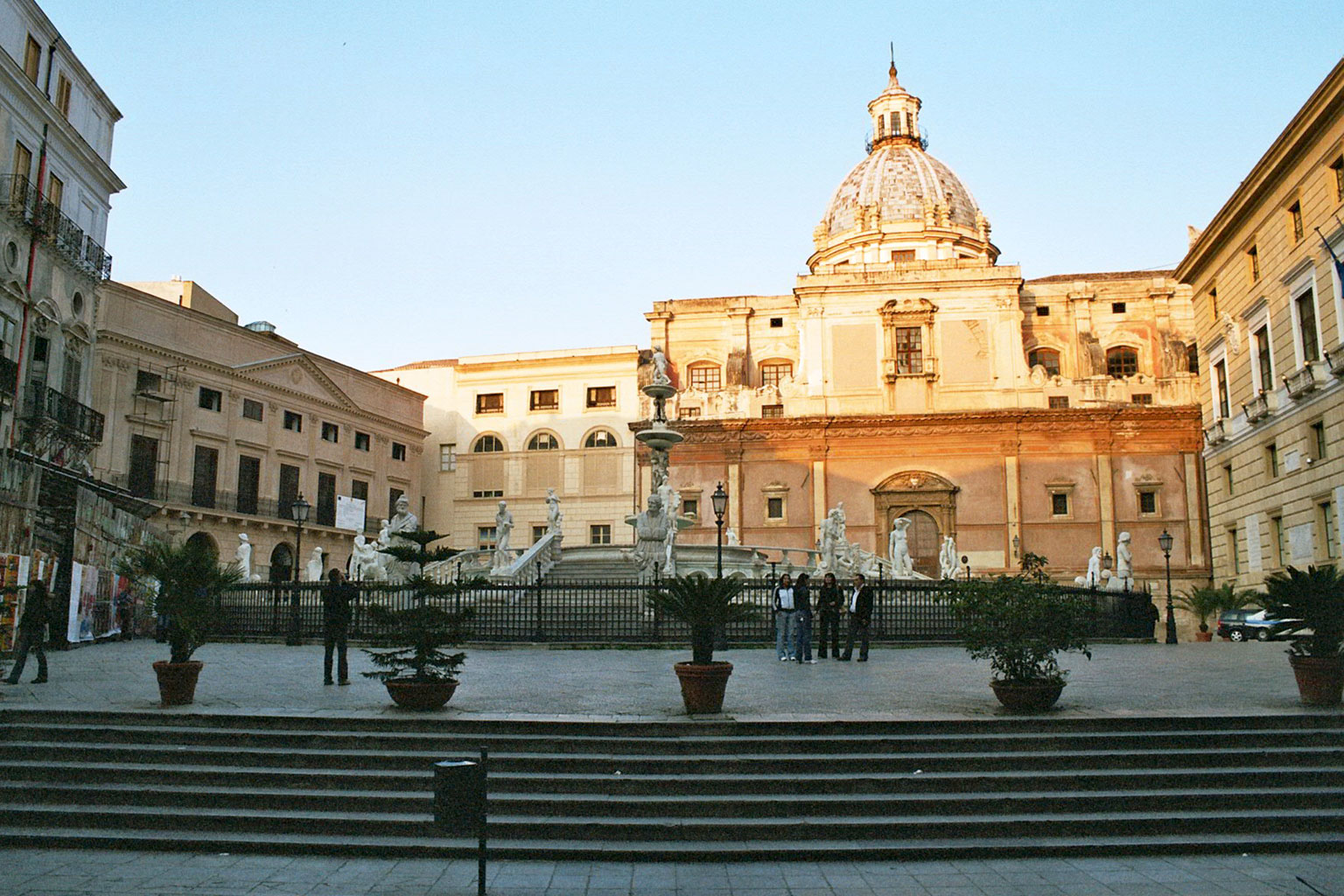
Piazza Pretoria

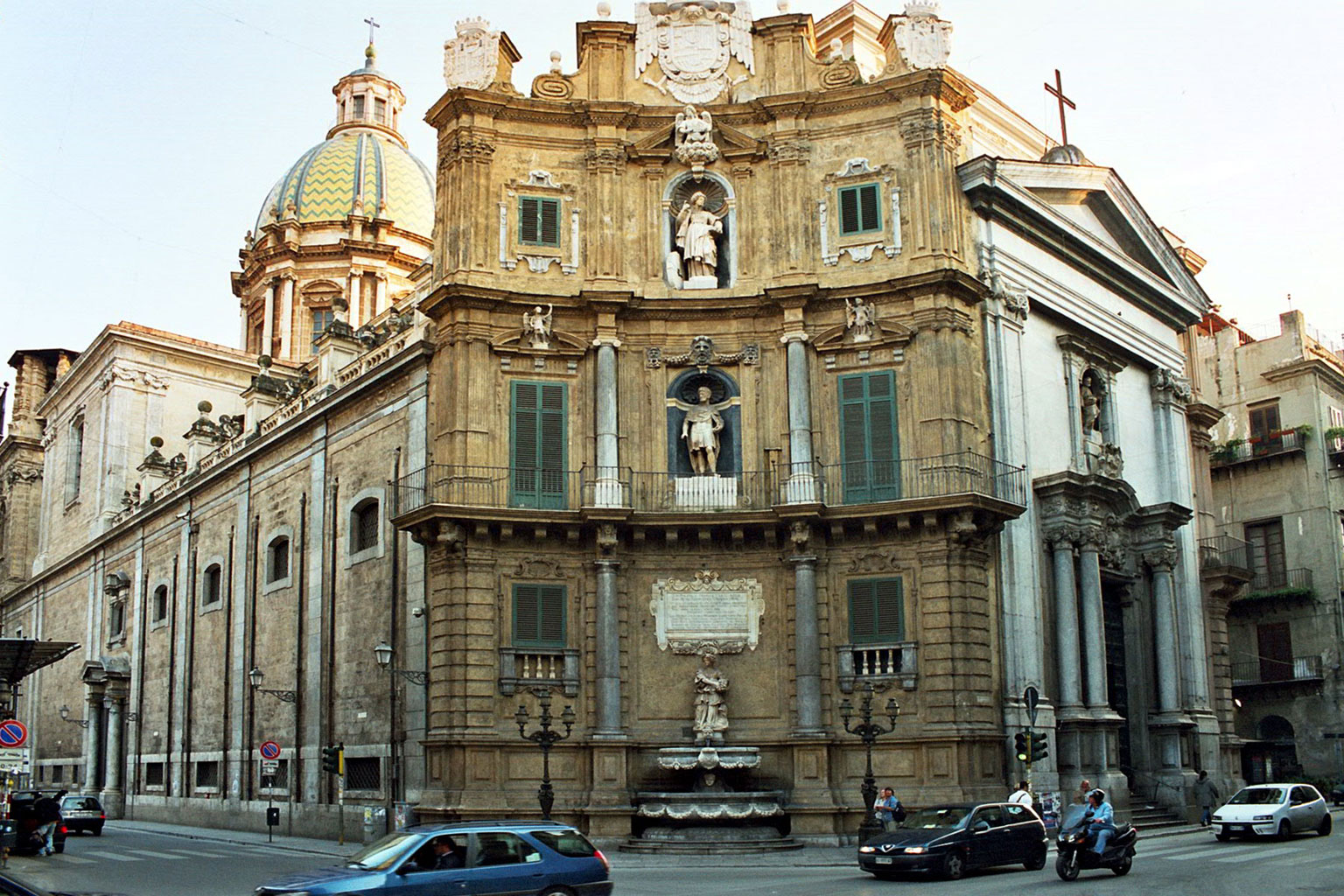
Piazza Vigliena

- Piazza Amendola
- Piazza Bologni
- Piazza Caracciolo
- Piazza Castelnuovo
- Piazza Colonna
- Piazza Croci
- Piazza De Gasperi
- Piazza del Parlamento
- Piazza della memoria
- Piazza Garraffello
- Piazza Giulio Cesare
- Piazza Indipendenza
- Piazza Leoni
- Piazza Lolli
- Piazza Magione
- Piazza Marina
- Piazza Matteotti
- Piazza Politeama
- Piazza Pretoria
- Piazza Ruggero Settimo
- Piazza Quartieri
- Piazza Rivoluzione
- Piazza Salerno
- Piazza San Domenico
- Piazza San Francesco di Paola
- Piazza San Giovanni Bosco
- Piazza Sant'Onofrio
- Piazza Verdi
- Piazza Vittoria
- Piazza Vittorio Veneto
- Piazza XIII Vittime
- Piazza Vigliena (Quattro Canti)
- Corso Vittorio Emanuele (Cassaro)
- Via Bara all'Olivella
- Viale della Libertà
- Via Maqueda
- Via Roma
- Via Ruggero Settimo

## Porte
- Porta Carbone (non più esistente)
- Porta Carini (1782)
- Porta dei Greci (1553)
- Porta dei Leoni (1799)

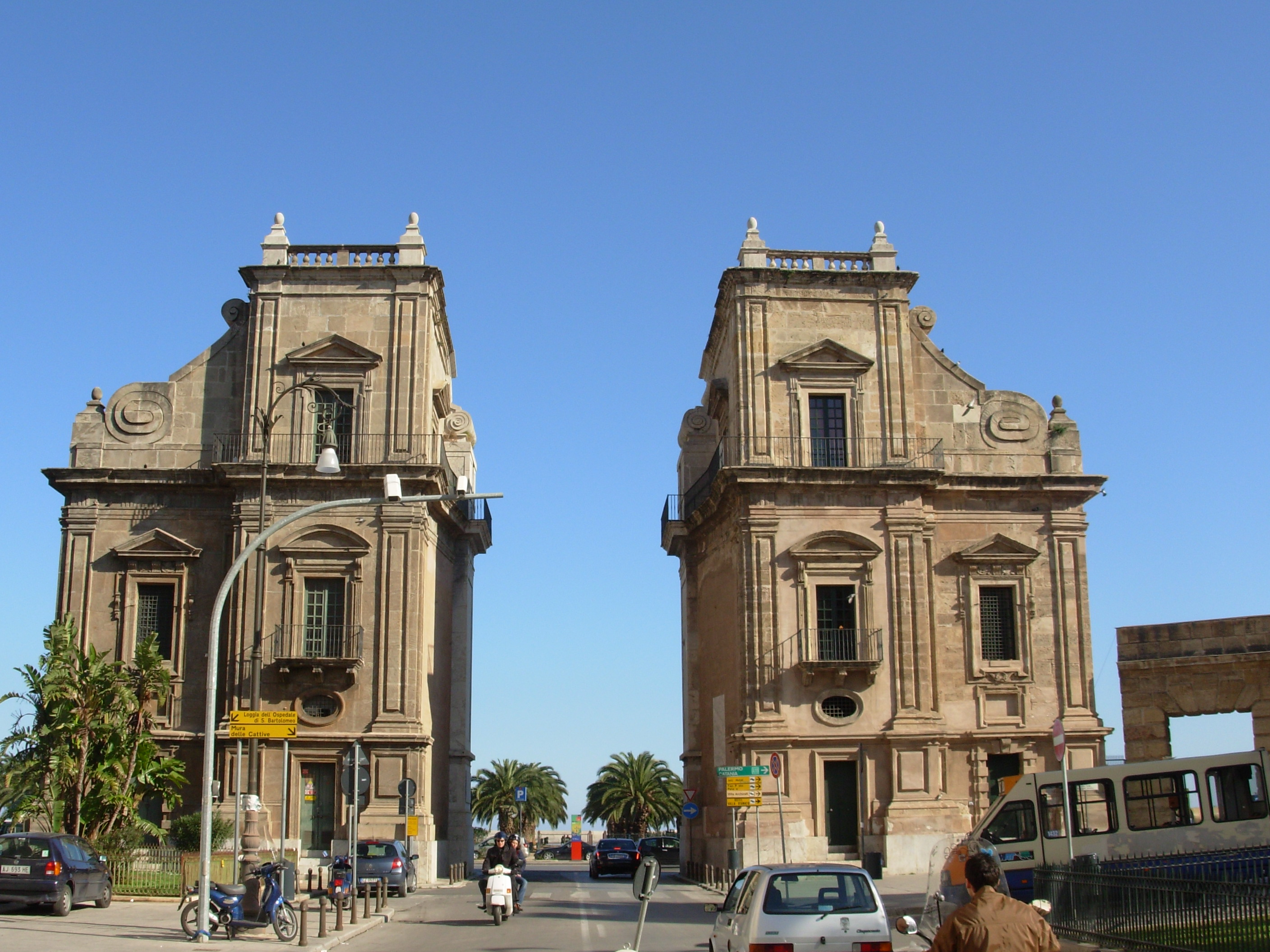
Porta Felice

- Porta delle Vittorie (sostituita dalla Porta Reale)
- Porta di Castro (1620) (non più esistente)
- Porta di Vicari (1601) (non più esistente)
- Porta Felice (1582)
- Porta Montalto (XIV secolo) (non più esistente)
- Porta Nuova (XVI secolo)
- Porta Reale (1784)
- Porta Sant'Agata (XII secolo)
- Porta di Termini (1171) (non più esistente)

## Teatri

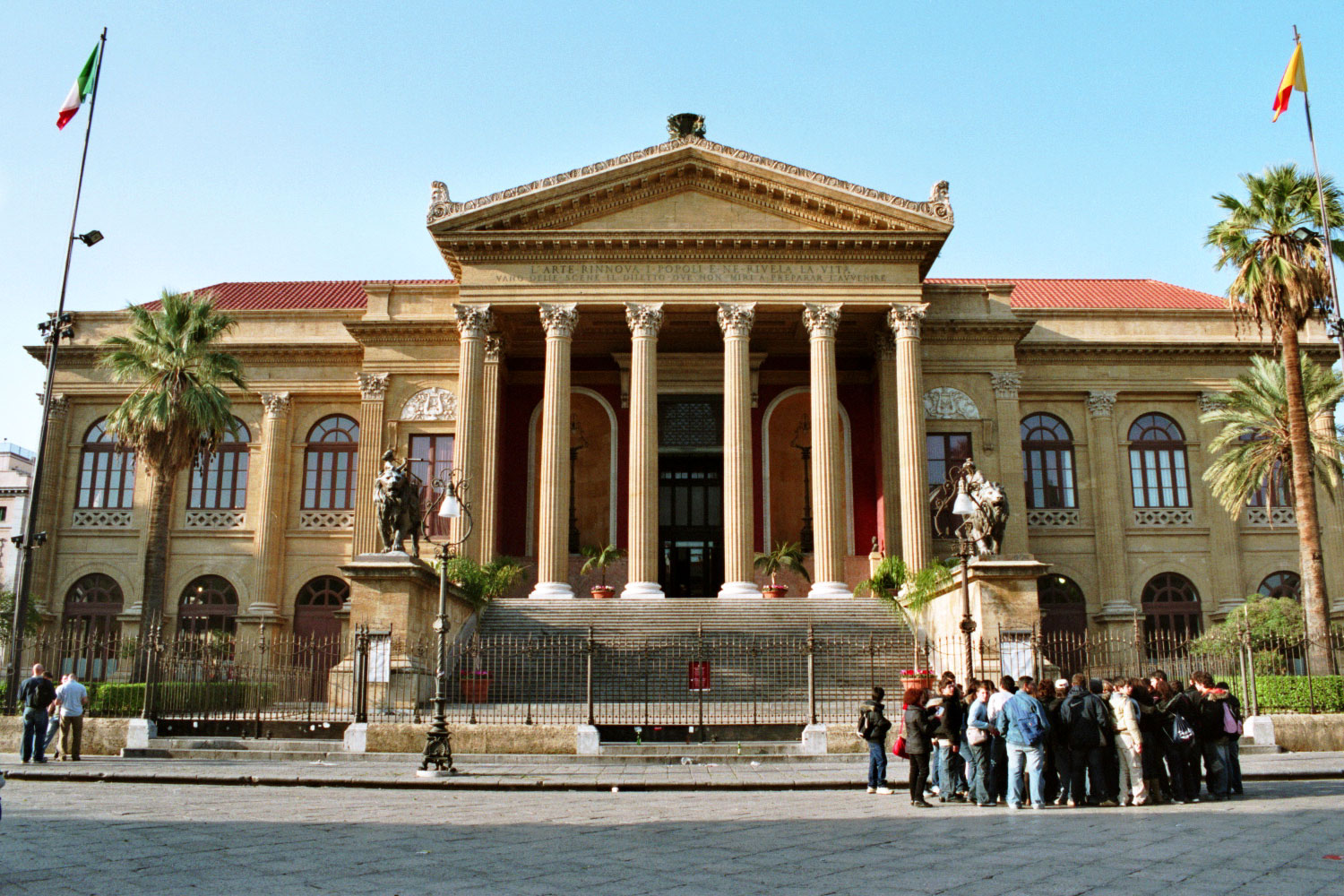
Teatro Massimo

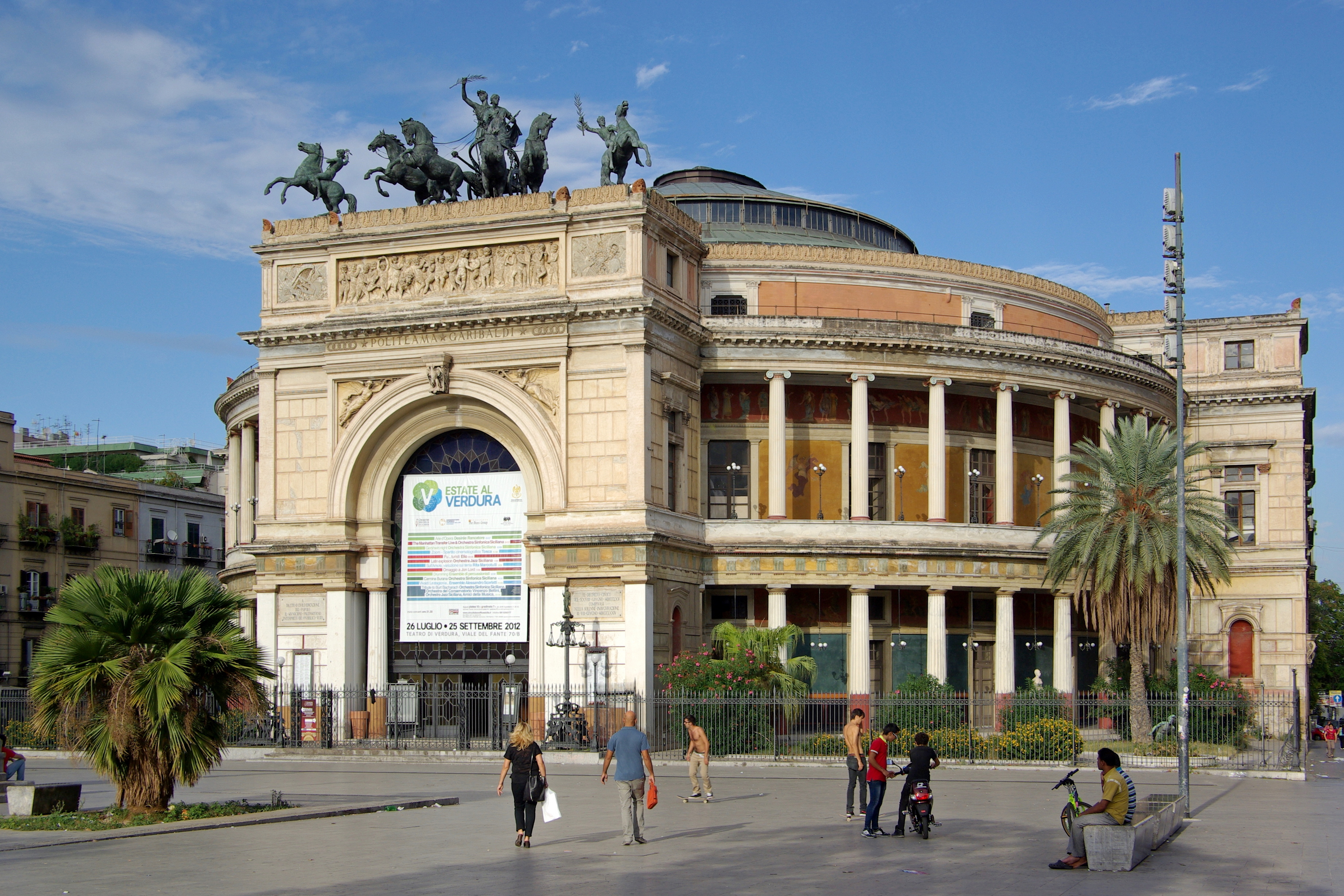
Teatro Politeama

- Teatro Biondo (1903)
- Teatro di Verdura
- Teatro Garibaldi
- Teatro Libero
- Teatro Massimo (1875)
- Teatro Politeama Garibaldi (1867)
- Teatro Santa Cecilia
- Teatro Zappalà
- Teatro al Massimo
- Teatro Montevergini
- Teatro Golden
- Teatro Dante
- Teatro Bellini
- Teatro Lelio
- Cineteatro Kursaal
- Teatro Finocchiaro

## Parchi, ville e giardini
- Giardino inglese (1851)

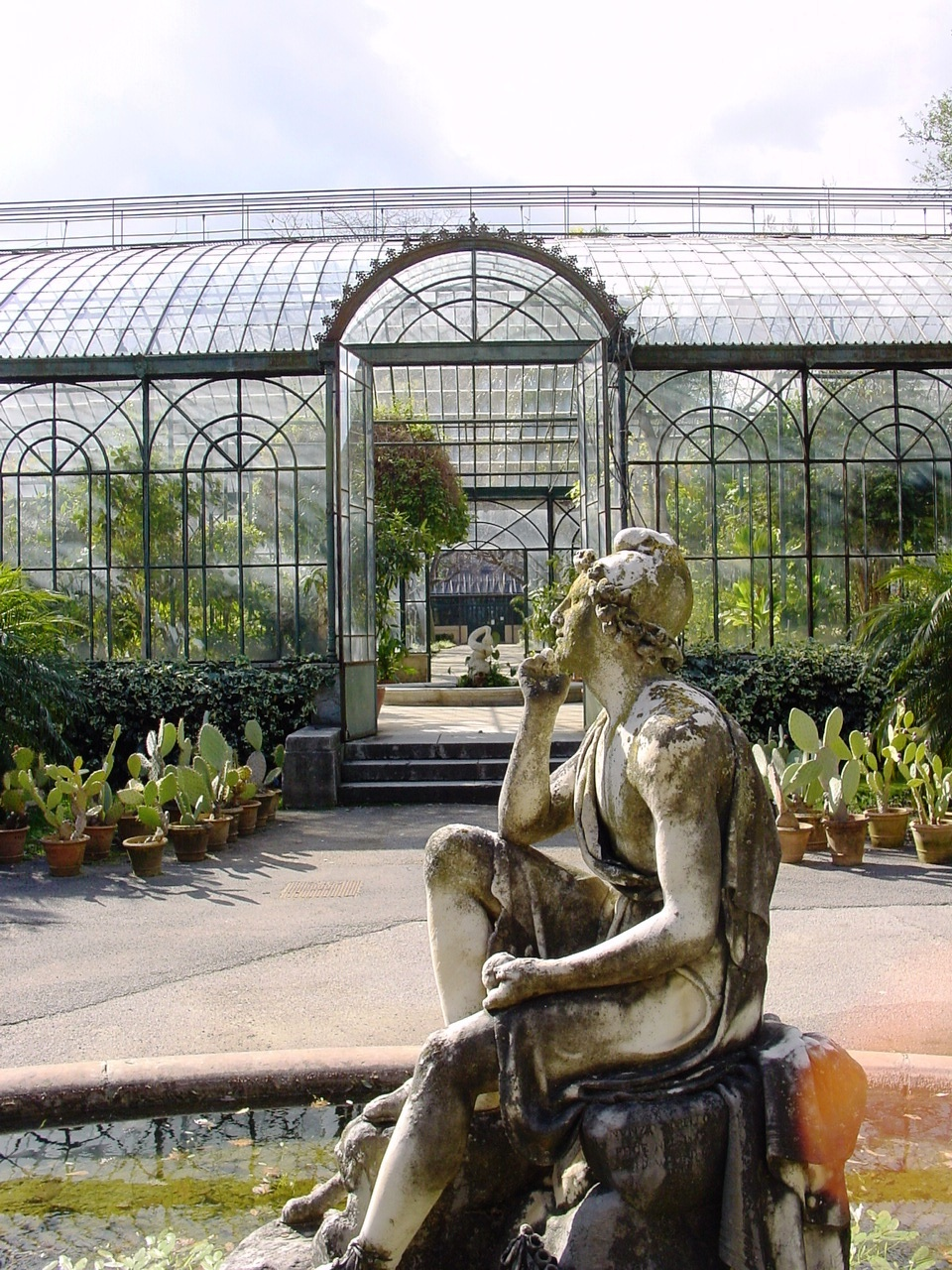
Orto botanico.

- Giardino dei Giusti (già "Giardino dell'Alloro")
- Giardino dello Spasimo
- Orto botanico di Palermo
- Parco della Favara
- Parco della Favorita (1799)
- Parco d'Orleans (1775)
- Parco a mare del Foro Italico
- Villa Bonanno (1905)
- Villa Castelnuovo
- Villa Chiaramonte Bordonaro
- Villa de Cordova
- Villa Di Napoli
- Villa Dominici
- Villa Esposito
- Villa Filippina
- Villa Garibaldi
- Villa Giulia (1777)
- Villa Sperlinga
- Villa Tasca
- Villa Trabia
- Villa Zuccarello

## Ville storiche e case nobiliari
- Casa Alagna
- Casa Alicò
- Casa Butera-Wilding
- Casa Cagliostro
- Casa Li Vigni
- Casa Mazzarella
- Casa Monacò
- Casa Orlando-Cascio
- Casa Savasta
- Castelletto del Principe d'Aci (1797)
- Villa Achates De Simone
- Villa Adriana (XVIII secolo)
- Villa Airoldi (XVIII secolo)
- Villa Alliata Cardillo
- Villa Alliata di Pietratagliata
- Villa Amari di Sant'Adriano (XVIII secolo)
- Villa Arena-Mortillaro
- Villa Barbera
- Villa Belmonte (1801)
- Villa Belvedere
- Villa Bonocore Maletto
- Villa Bordonaro
- Villa Borsellino
- Villa Boscogrande (XVIII secolo)
- Villa Campofiorito Trabia
- Villa Castelnuovo (XVIII secolo)
- Villa Castrone
- Villa Cavarretta
- Villa Colli
- Villa Costa
- Villa de Cordova (XVIII secolo)
- Villa De Gregorio
- Villa Deliella (demolita)
- Villa Fernandez
- Villa Ferreri
- Villa Filippina

- Villa Florio-Pignatelli
- Villa Gallidoro
- Villa Geraci
- Villa Igiea (1890)
- Villa Isnello di Sant'Antimo
- Villa Lampedusa
- Villa Magnisi
- Villa Malfitano (1886)
- Villa Maltese
- Villa Malvagna
- Villa Maniscalco

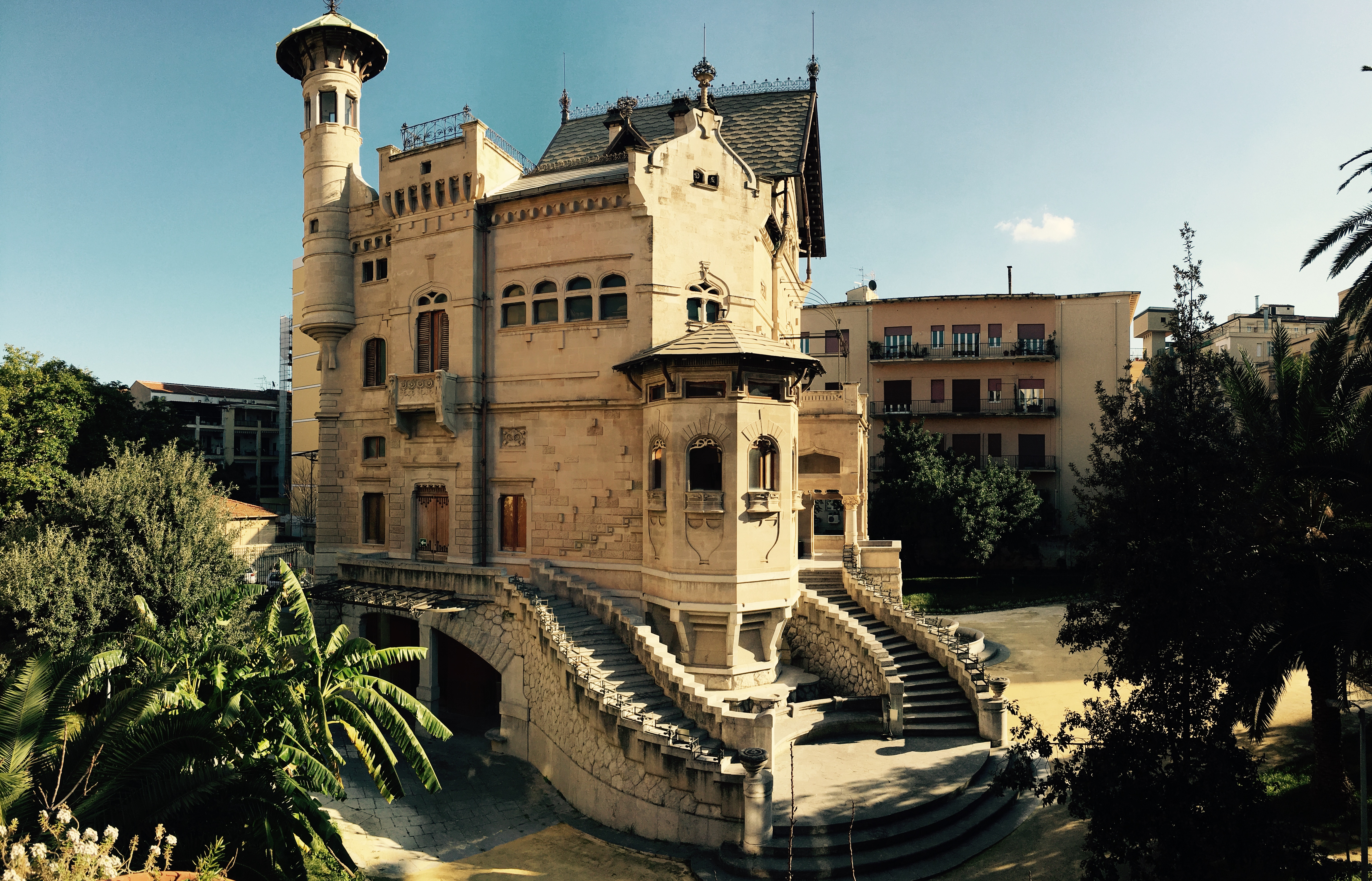
Villino Florio

- Villa Martorana Genuardi (già villa Centorbe)
- Villa Mattaliano
- Villa Mattei-Mercadante
- Villa Montalbano
- Villa Napolitani
- Villa Naselli Ambleri
- Villa Natale
- Villa Niscemi
- Villa Pajno
- Villa Palagonia
- Villa Pallavicino
- Villa Pantelleria
- Villa Partanna
- Villa Pietratagliata
- Villa Pignatelli
- Villa Raffo
- Villa Ranchibile
- Villa Resuttana Terrasi
- Villa Rosato
- Villa Santa Margherita
- Villa Savagnone
- Villa Scalea
- Villa Scalia
- Villa Sofia
- Villa Spadafora di Maletto, poi Bonocore (XVIII secolo)
- Villa Di Napoli
- Villa Sperlinga
- Villa Spina
- Villa Tasca
- Villa Trabia (XVIII secolo)
- Villa Ugo delle Favare (XVIII secolo)
- Villa Vaginelli
- Villa Vannucci (o Savona)
- Villa Ventimiglia ai Colli
- Villa Ventimiglia di Belmonte
- Villa Whitaker
- Villa Ziino
- Villa Zito
- Villino Bagnasco
- Villino Cavarretta
- Villino Chiaromonte Bordonaro
- Villino Favaloro
- Villino Florio (1899)
- Villino Gregorietti
- Villino Ida Basile (1903)
- Villino Koenig
- Villino Messina
- Villino Pottino
- Villino Rutelli (demolito)
- Villino Saeli
- Villino Valenti-Caruso

## Sculture e statue celebrative

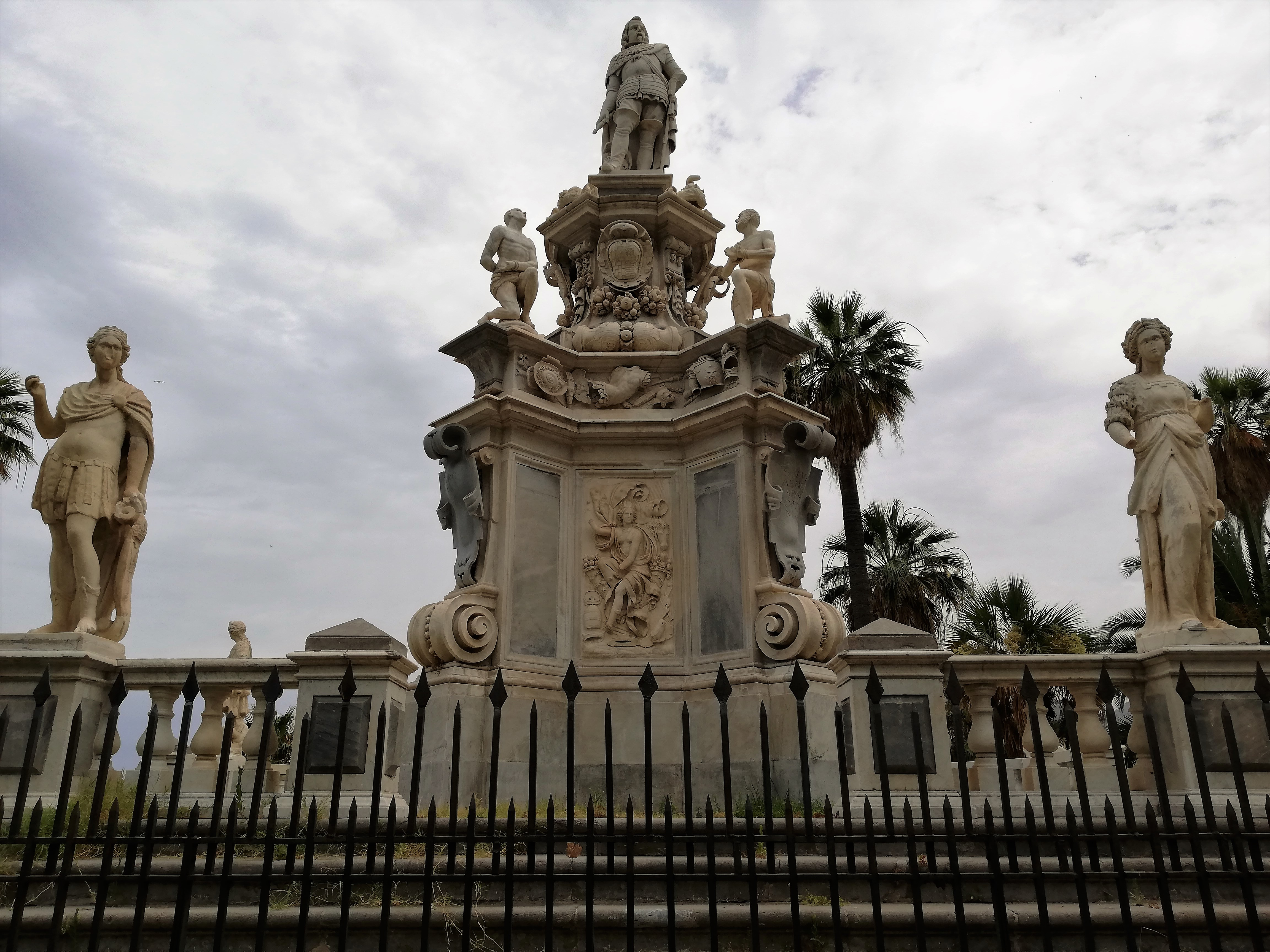
Teatro marmoreo (Monumento a Filippo V di Spagna)

- Busto di Francesco Paolo Ciaccio (Piazza Camporeale)
- Busto di Giuseppe Verdi (Teatro Massimo)
- Cippo della Viabilità extraurbana (Piazza Indipendenza)
- Colonna della Croce dei Vespri (Piazza Croce dei Vespri)
- Colonna dell'Immacolata
- Gesù che scende dalla croce (Piazza Don Bosco)
- Monumento a Carlo V (Piazza Bologni)
- Monumento a Carlo Cottone (Piazza Castelnuovo)
- Monumento al beato Giacomo Cusmano (Piazza Campolo)
- Monumento a Francesco Crispi
- Monumento a Giuseppe Garibaldi
- Monumento a Giovanni Meli (Piazza Lolli)
- Monumento a Pino Puglisi
- Monumento a Ruggero Settimo (Piazza Castelnuovo)
- Monumento a Vincenzo Florio
- Monumento a Vittorio Emanuele
- Monumento ai Caduti (Piazza Vittorio Veneto)
- Monumento ai Caduti del 19 agosto del 1949 (Piazza Ettore Nobile)
- Obelisco ai martiri (Piazza Indipendenza)
- Statua di San Cristoforo (via Epicarmo)
- Statua I Senzatetto (Piazza Castelnuovo)
- Statua Il Lavoro (Piazza Castelnuovo)
- Statua La Nautica (Piazza Castelnuovo)
- Statua della Madonna Incoronata (Parco d'Orleans)
- Statua di Santa Rosalia (Piazzale del Belvedere)
- Stele alle tredici vittime (Piazza tredici vittime)
- Teatro marmoreo dedicato a Filippo V (Piazza del parlamento)

Giardino Garibaldi
- Busto di Nicola Balcescu
- Busto di Giovanni Corrao
- Busto di Raffaele De Benedetto
- Busto di Giuseppe Garibaldi
- Busto di Giuseppe La Masa
- Busto di Rosolino Pilo
- Busto di Francesco Riso
- Busto di Luigi Tukory

Giardino Inglese:
- Busto di Aldo Pinelli
- Busto di Luigi Pirandello
- I fratelli Kanaris
- La piccola Vedetta Lombarda

Orto Botanico:
- Busto di Bernardino da Ucria
- Busto di Filippo Parlatore
- Busto di Vincenzo Tineo

Villa Bonanno:
- Busto di Pietro Bonanno
- Monumento a Gaetano Buccheri
- Busto di Salvatore Lo Forte
- Monumento a Giuseppe Mancino
- Busto di Ignazio Rotolo

Villa Giulia:
- Busto di Vincenzo Bellini
- Busto di Ciullo d'Alcamo
- Busto di Giuseppe de Spuches
- Busto di Diogene
- Busto di Gaetano Donizetti
- Busto di Giacomo Leopardi
- Busto di Pietro Novelli
- Busto di Giovanni Pacini
- Busto di Enrico Petrella
- Orologio del Dodecaedro
- Statue allegoriche:
  - La Gloria;
  - L'abbondanza;
  - L'eresia;
  - L'Islamismo;
  - Lo Scisma d'Oriente;
  - L'Intemperenza;
  - L'Orgoglio;
  - La Superbia;

## Altri monumenti e luoghi d'interesse
- Albero di Borsellino
- Albero Falcone

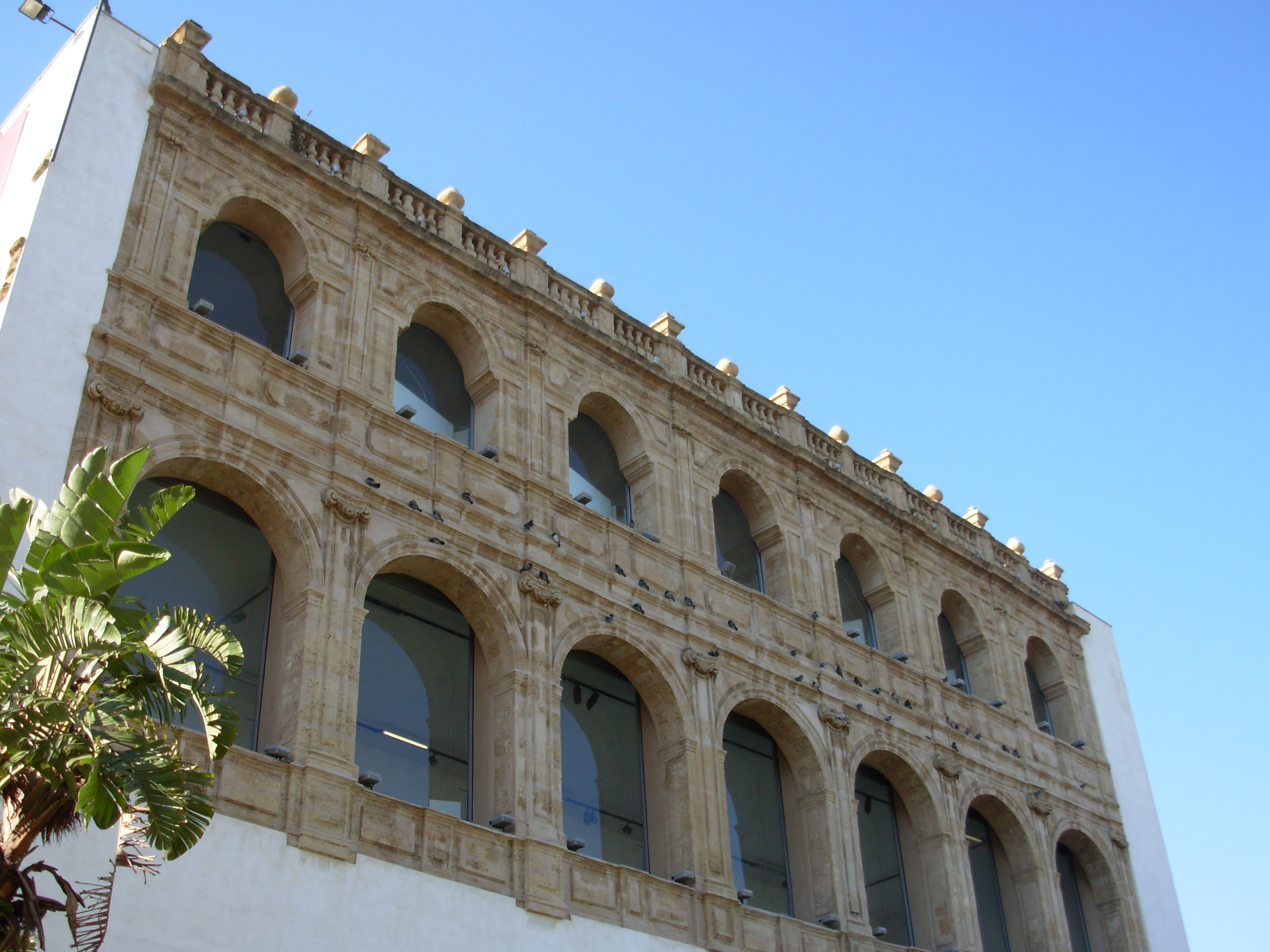
Loggiato San Bartolomeo

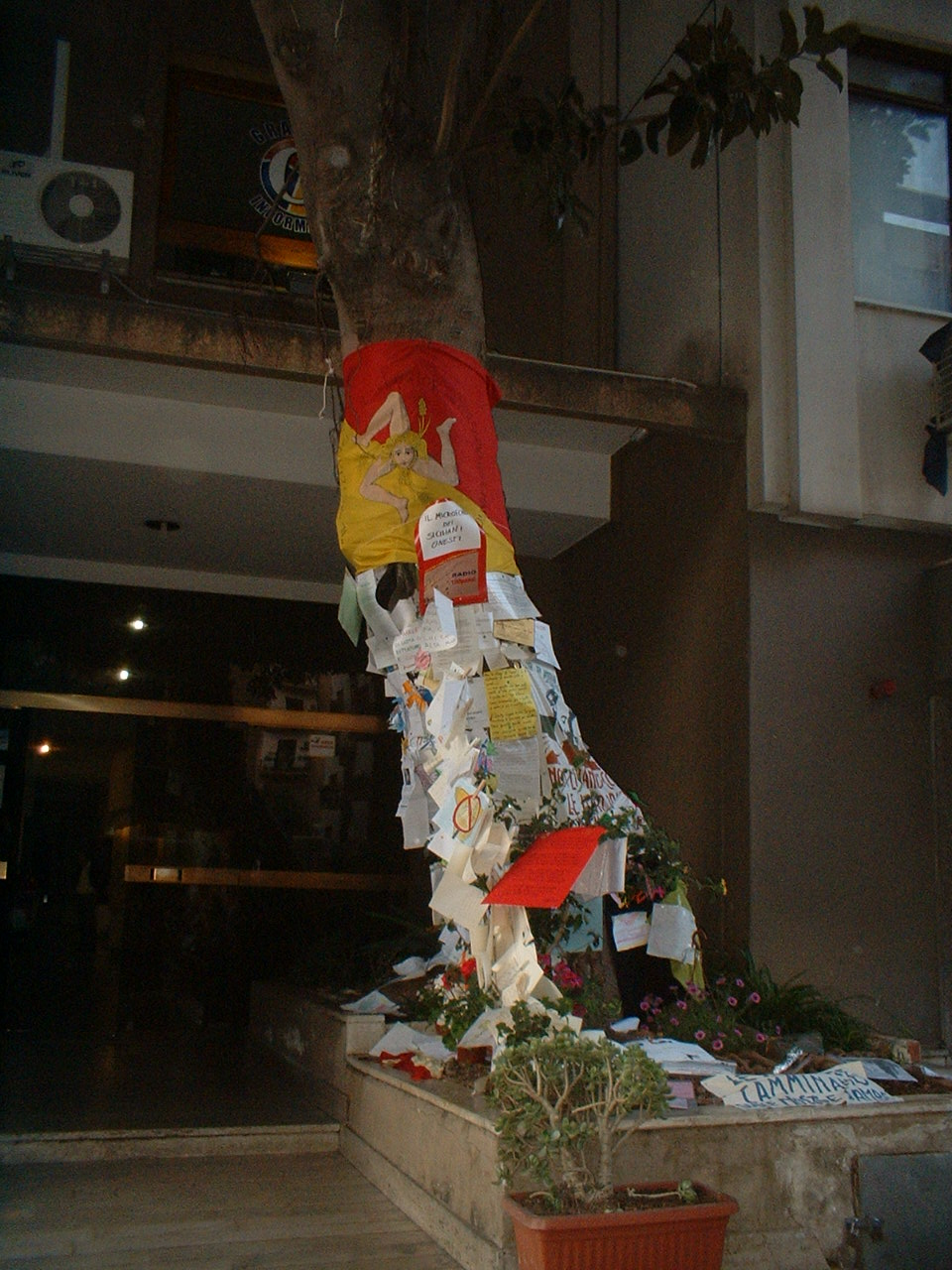
L'Albero Falcone in via Emanuele Notarbartolo 23

- Cantieri Culturali alla Zisa (già Officine Ducrot)
- Casa del Mutilato
- Chiosco Ribaudo al Massimo (1894)
- Chiosco Vicari
- Edicola dell'Averinga
- Foro Italico
- Galleria delle Vittorie
- Istituto delle Croci
- Kursaal Biondo (1914)
- La Cala
- Loggiato dell'Incoronazione
- Loggiato San Bartolomeo (1605)
- Mikveh
- Osservatorio astronomico di Palermo
- Palchetto della Musica (1875)
- Palchetto della Musica al Foro Italico
- Panificio Morello
- Passeggiata delle Cattive
- Ponte dell'Ammiraglio (1113)
- Quartiere militare di San Giacomo degli Spagnoli
- Santuario di Santa Rosalia
- Stand Florio (1905)
- Tonnara Bordonaro (XIV secolo)
- Tonnara Florio (XIV secolo)
- Torre di Mondello
- Torre della Milinciana
- Torre di San Nicolò